# Liste bekannter Sizilianer
Die Liste bekannter Sizilianer gibt einen Überblick über Personen, die aus Sizilien stammen. Der Begriff „Sizilianer“ bezeichnet nicht eine bestimmte Ethnie, sondern dient lediglich als Herkunftsbezeichnung.
Personen, die nicht in Sizilien geboren sind, sondern lediglich sizilianische Vorfahren haben oder deren Wirken für Sizilien von Bedeutung ist, finden sich in der Liste von Personen mit Bezug zu Sizilien oder in der Liste sizilianischer Künstler.

## Antike

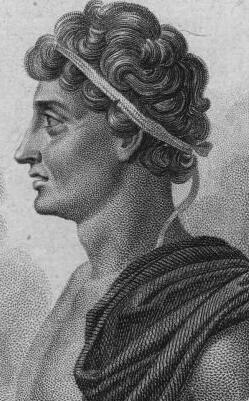
Gelon von Syrakus (540–478 v. Chr.)

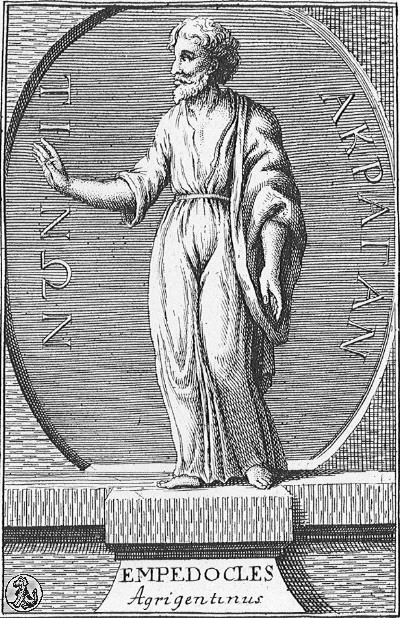
Empedokles (490–430 v. Chr.)

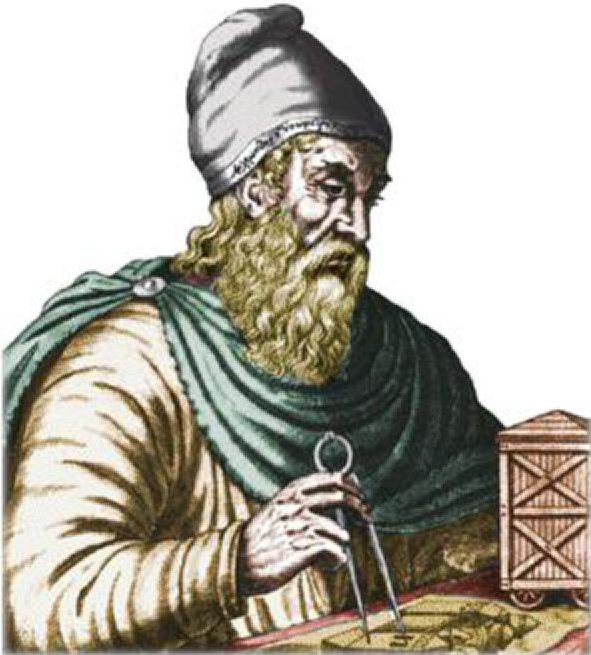
Archimedes (287–212 v. Chr.)

|                   |                           | |
| Charondas         | (7.–6. Jh. v. Chr.)       | legendärer Gesetzgeber in Catania                                                                                                  |
| Panaitios         | (7.–6. Jh. v. Chr.)       | Tyrann von Leontinoi, erster bekannter Tyrann Siziliens                                                                            |
| Stesichoros       | (ca. 630–556 v. Chr.)     | dorischer Lyriker, Begründer des höheren frischen Stils und der Einteilung der chorischen Lieder in Strophe, Antistrophe und Epode |
| Kleandros         | († ca. 500 v. Chr.)       | Tyrann von Gela |
| Hippokrates       | († 491 v. Chr.)           | Tyrann von Gela (Bruder des Kleandros)                                                                                             |
| Theron            | (ca. 535–473 v. Chr.)     | aus der Familie der Emmeniden, ca. 488–473 v. Chr. Tyrann von Agrigent                                                             |
| Terillos          | (5. Jh. v. Chr.)          | Herrscher von Himera, 483 v. Chr. von Theron vertrieben                                                                            |
| Gelon             | (540–478 v. Chr.)         | Tyrann von Gela und Syrakus |
| Hieron I.         | († 466 v. Chr.)           | Tyrann von Gela und Syrakus (Bruder des Gelon)                                                                                     |
| Thrasydaios       | (5. Jh. v. Chr.)          | ca. 473–472 v. Chr. Tyrann von Agrigent, von Hieron besiegt (Sohn des Theron)                                                      |
| Polyzalos         | (5. Jh. v. Chr.)          | Tyrann von Gela (Bruder des Gelon und Hieron)                                                                                      |
| Thrasybulos       | (5. Jh. v. Chr.)          | Tyrann von Syrakus (Bruder des Gelon und Hieron), vom Volk vertrieben                                                              |
| Duketios          | (5. Jh. v. Chr.)          | Führer der Sikeler bei einem Aufstand gegen die Griechen                                                                           |
| Hermokrates       | (5. Jh. v. Chr.)          | syrakusanischer Staatsmann und General                                                                                             |
| Korax             | (5. Jh. v. Chr.)          | Rhetoriker in Syrakus |
| Empedokles        | (ca. 490–ca. 430 v. Chr.) | Philosoph, Arzt, Politiker, Sühnepriester und Dichter                                                                              |
| Gorgias           | (ca. 480–380 v. Chr.)     | Philosoph, Vertreter der Sophistik                                                                                                 |
| Philistos         | (432–356 v. Chr.)         | Kommandant der Zitadelle unter Dionysios I. von Syrakus, verfasste eine Geschichte Siziliens in elf Büchern                        |
| Dionysios I.      | (ca. 430–367 v. Chr.)     | Tyrann von Syrakus |
| Dion              | (409–354 v. Chr.)         | Tyrann von Syrakus |
| Hiketas           | (400–335 v. Chr.)         | Philosoph und Astronom |
| Damokles          | (4. Jh. v. Chr.)          | Günstling von Dionysios I. oder Dionysios II.                                                                                      |
| Dionysios II.     | (ca. 396–337 v. Chr.)     | Tyrann von Syrakus (Sohn des Dionysios I.)                                                                                         |
| Herakleides       | (395–354 v. Chr.)         | Politiker in Syrakus |
| Hiketas           | (ca. 388–338 v. Chr.)     | Tyrann von Leontinoi (heute Lentini)                                                                                               |
| Hipparinos        | (ca. 385–350 v. Chr.)     | Tyrann von Syrakus (Sohn des Dionysios I.)                                                                                         |
| Dikaiarchos       | (ca. 375/350–285 v. Chr.) | Philosoph, Kartograf und Geograf                                                                                                   |
| Apollokrates      | (ca. 375–347 v. Chr.)     | Statthalter in Syrakus (Sohn des Dionysius II.)                                                                                    |
| Agathokles        | (361–289 v. Chr.)         | Tyrann von Syrakus |
| Timaios           | (345–250 v. Chr.)         | Historiker, verfasste ein Geschichtswerk in 38 Büchern                                                                             |
| Hieron II.        | (306–215 v. Chr.)         | Tyrann von Syrakus |
| Phintias          | († 279 v. Chr.)           | 289–279 v. Chr. Tyrann von Akragas, siedelte die Bewohner Gelas nach Licata um                                                     |
| Philinos          | (3. Jh. v. Chr.)          | Historiker, Verfasser eines Geschichtswerks                                                                                        |
| Theokritos        | (3. Jh. v. Chr.)          | Dichter, Hauptvertreter der bukolischen Poesie der Griechen                                                                        |
| Archimedes        | (ca. 287–212 v. Chr.)     | Mathematiker, Physiker, Erfinder                                                                                                   |
| Diodorus Siculus  | (1. Jh. v. Chr.)          | Historiker, verfasste ein Geschichtswerk in 40 Büchern                                                                             |
| Agatha            | (ca. 225–250)             | Märtyrerin aus Catania, Schutzheilige der Stadt                                                                                    |
| Lucia             | (ca. 283–303)             | Märtyrerin aus Syrakus, Schutzheilige der Stadt                                                                                    |
| Veit              | († 304)                   | Märtyrer aus Mazara del Vallo, einer der vierzehn Nothelfer                                                                        |
| Ninfa             | († 305)                   | Schutzheilige Palermos |
| Oliva von Palermo | (5. Jahrhundert)          | Schutzheilige Palermos |

## Mittelalter

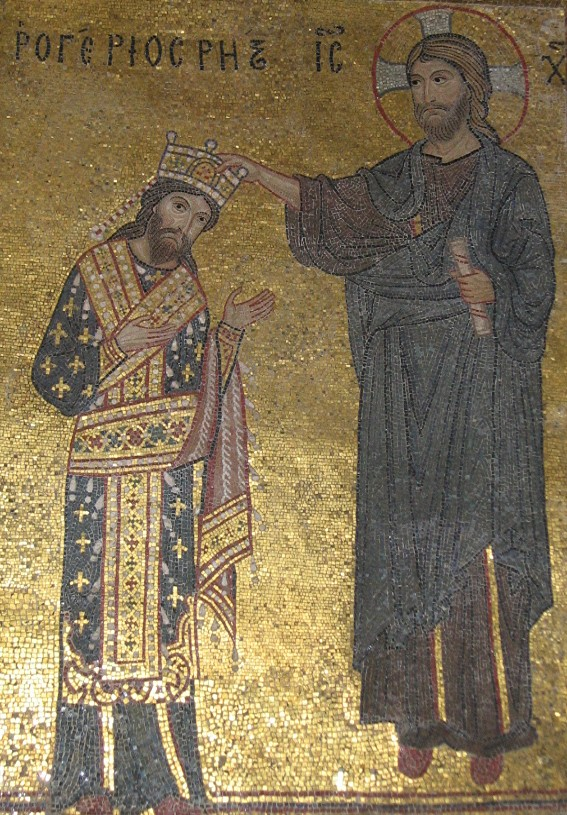
Roger II. (1095–1154)

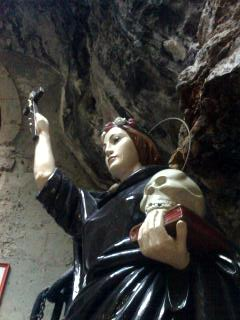
Rosalia (1130–1166)

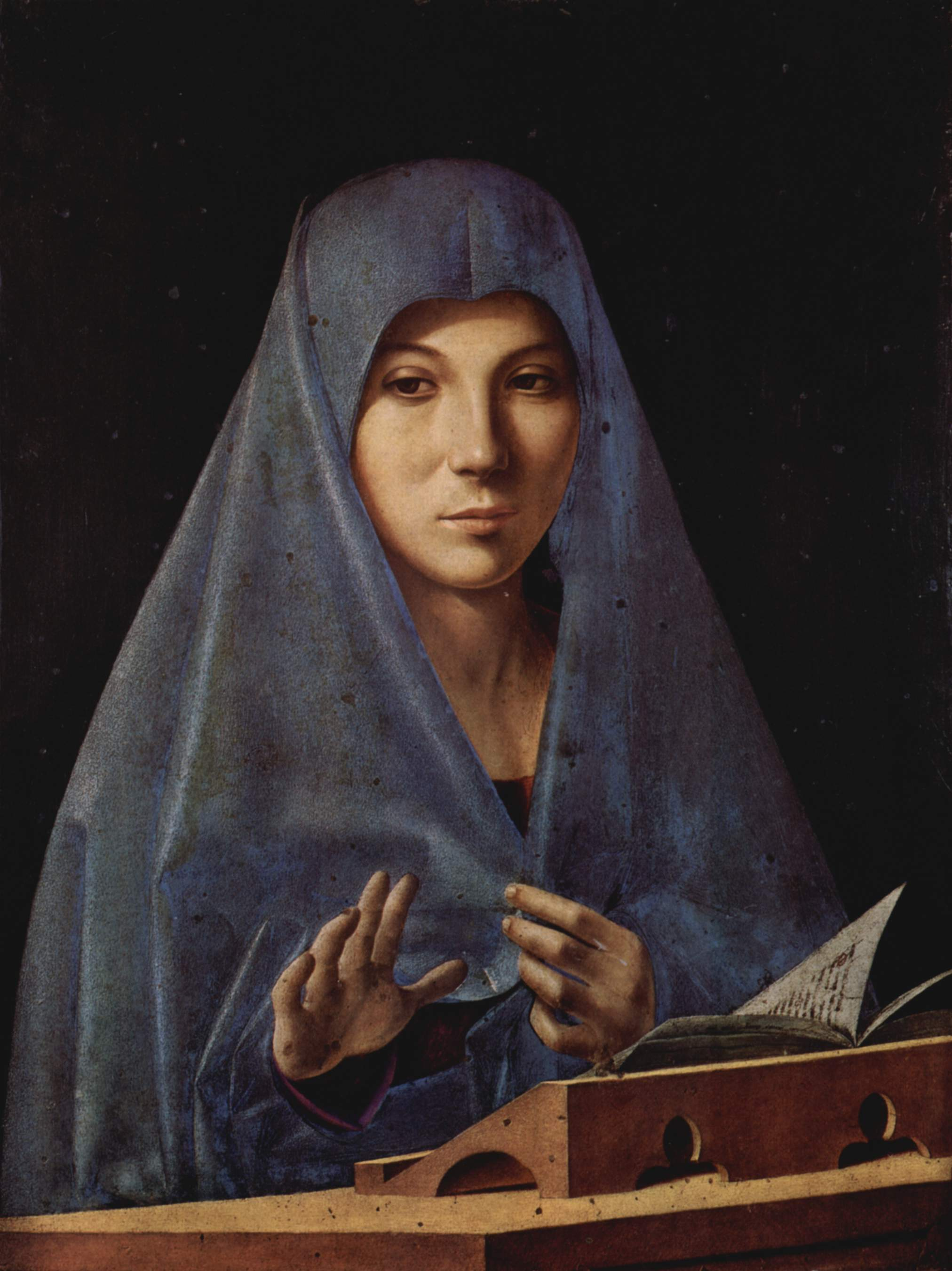
Gemälde von Antonello da Messina (1430–1479)

|                        |                      | |
| Agatho                 | († 681)              | Papst ab 678, Heiliger der katholischen Kirche                                                           |
| Leo II.                | († 683)              | Papst ab 682, Heiliger der katholischen Kirche                                                           |
| Sergius I.             | († 701)              | Papst ab 687, Heiliger der katholischen Kirche                                                           |
| Dschauhar as-Siqillī   | († 992)              | Heerführer der Fatimiden, Gründer Kairos                                                                 |
| Simeon von Trier       | (980/990–1035)       | Pilgerführer in Jerusalem und in Palästina, später Einsiedler in Trier, Heiliger der katholischen Kirche |
| Simon                  | (1093–1105)          | Sohn Rogers I., 1101–1105 Graf von Sizilien                                                              |
| Roger II.              | (1095–1154)          | Sohn Rogers I., 1105–1130 Graf von Sizilien, 1130–1154 König von Sizilien                                |
| Ibn Zafar              | (1104–1170/72)       | arabischer Schriftsteller und politischer Philosoph                                                      |
| Roger III.             | (1118–1149)          | Sohn Rogers II., ab 1130 Herzog von Apulien                                                              |
| Wilhelm I.             | (1122–1166)          | Sohn Rogers II., 1154–1166 König von Sizilien                                                            |
| Rosalia                | (1130–1166)          | Einsiedlerin aus Palermo, Schutzheilige der Stadt                                                        |
| Eugenius von Palermo   | (um 1130, nach 1203) | Ammiratus des Königreichs Sizilien, Schriftsteller und Übersetzer                                        |
| Wilhelm II.            | (1153–1189)          | Sohn Wilhelms I., 1166–1189 König von Sizilien                                                           |
| Walter von Palermo     | († nach 1190)        | Erzbischof von Palermo                                                                                   |
| Konstanze              | (1154–1198)          | Tochter Rogers II., Frau Kaiser Heinrichs VI., 1189/1194–1198 Königin von Sizilien                       |
| Giacomo da Lentini     | (1210–1260)          | Notar am Hof Friedrichs II., Dichter, Erfinder des Sonetts                                               |
| Heinrich (VII.) (HRR)  | (1211–1242)          | Sohn Friedrichs II., 1212–1216 König von Sizilien                                                        |
| Albertus Siculus       | (1212–1307)          | Ordensprovinzial der Karmeliten auf Sizilien, Heiliger der katholischen Kirche                           |
| Konstanze von Sizilien | (1249–1302)          | 1282–1285 Königin von Sizilien                                                                           |
| Ludwig                 | (1337–1355)          | 1342–1355 König von Sizilien                                                                             |
| Giovanni Aurispa       | (1376–1459)          | Humanist und Historiker                                                                                  |
| Maria von Sizilien     | (1363–1401)          | Tochter Friedrichs III., 1377–1401 Königin von Sizilien                                                  |
| Nicolaus de Tudeschis  | (1386–1445)          | Erzbischof von Palermo, Kanonist                                                                         |
| Antonio Beccadelli     | (1394–1471)          | Humanist                                                                                                 |
| Pietro Geremia         | (1399–1452)          | Seliggesprochener Dominikaner und Diplomat                                                               |
| Stefano Giordano       | (15. Jahrhundert)    | Maler des Manierismus                                                                                    |
| Gaspare da Pesaro      | (1421–1464)          | Maler der Frührenaissance                                                                                |
| Antonello da Messina   | (1430–1479)          | Maler der Frührenaissance, trug wesentlich zur Verbreitung der Ölmalerei in Italien bei                  |
| Tommaso de Vigilia     | (aktiv 1444–1497)    | Maler der Frührenaissance                                                                                |
| Riccardo Quartararo    | (1443–1506)          | Maler der Frührenaissance                                                                                |
| Salvo d’Antonio        | (nach 1461–vor 1526) | Maler der Frührenaissance                                                                                |
| Alfonso Franco         | (1466–1523)          | Maler der Frührenaissance, Hauptwerke in Messina                                                         |
| Antonello de Saliba    | (um 1466/67–1535)    | Maler der Frührenaissance (Neffe des Antonello da Messina)                                               |
| Girolamo Alibrandi     | (1470–1524)          | Renaissancemaler, Schüler von Leonardo da Vinci                                                          |
| Pietro Ruzzolone       | (aktiv 1484–1522)    | Maler der Renaissance                                                                                    |
| Antonello Crescenzio   | (1476–1542)          | Maler der Renaissance                                                                                    |
| Antonello Gagini       | (1478–1536)          | Renaissancebildhauer, schuf vorwiegend Kirchenskulpturen                                                 |
| Jacopo d’Antonello     | (1479–1508)          | Maler der Renaissance                                                                                    |
| Polidoro da Caravaggio | (1492–1543)          | Maler des Manierismus                                                                                    |
| Antonio Giuffrè        | (1493–1543)          | Renaissancemaler, Schüler des Antonello da Messina                                                       |
| Francesco Maurolico    | (1494–1575)          | Abt, Mathematiker und Astronom                                                                           |
| Pietro de Saliba       | (vor 1497–1530)      | Renaissancemaler, auch Pietro da Messina genannt (Bruder des Antonello de Saliba)                        |

## 16. Jahrhundert

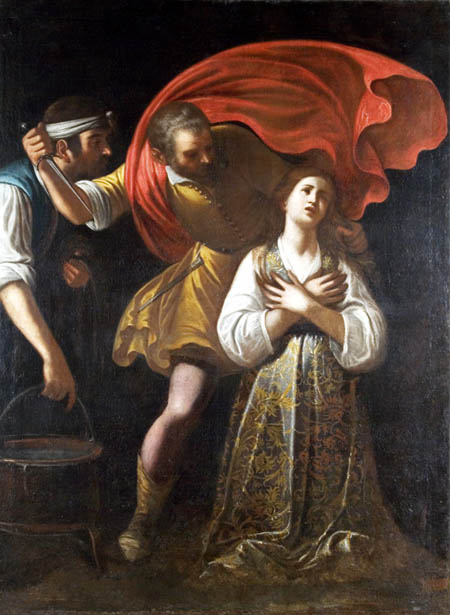
Gemälde von Mario Minniti (1577–1640)

|                            |                   |                                                                                          |
| Giovannello da Itala       | (16. Jahrhundert) | Renaissancemaler in Messina                                                              |
| Niccolò Spalletta          | (16. Jahrhundert) | Dominikanerpater und Maler                                                               |
| Giuseppe Spatafora         | (16. Jahrhundert) | Bildhauer und Architekt, Hauptwerke in Palermo                                           |
| Jacopo Vigneri             | (16. Jahrhundert) | Renaissancemaler in Messina                                                              |
| Mariano Riccio             | (1510–1593)       | Maler der Renaissance, Hauptwerke in Messina                                             |
| Deodato Guinaccia          | (1510–1585)       | Maler der Renaissance                                                                    |
| Giacomo Gaggini            | (1517–1598)       | Bildhauer der Renaissance                                                                |
| Vincenzo degli Azani       | (tätig 1519–1557) | Maler der Renaissance                                                                    |
| Giacomo del Duca           | (1520–1604)       | Renaissancearchitekt und Bildhauer, Schüler des Michelangelo, Stadtbaumeister in Messina |
| Fazio Gaggini              | (um 1520–1567)    | Bildhauer der Renaissance                                                                |
| Antonio Ferraro            | (1523–1609)       | Maler, Bildhauer und Stuckateur des Manierismus                                          |
| Benedikt der Mohr          | (1526–1589)       | Kapuziner, Heiliger                                                                      |
| Vincenzo Gaggini           | (1527–1595)       | Bildhauer der Renaissance, Hauptwerke in Palermo                                         |
| Paolo Boi                  | (1528–1598)       | Schachmeister                                                                            |
| Rinaldo Bonanno            | (1530–1600)       | Renaissancebildhauer, Hauptwerke in Messina                                              |
| Francesco II. Gonzaga      | (1538–1566)       | Kardinal der römisch-katholischen Kirche                                                 |
| Giovanni Vincenzo Gonzaga  | (1540–1591)       | Kardinal der römisch-katholischen Kirche                                                 |
| Antonio Veneziano          | (1543–1593)       | Lyriker, Werke in sizilianischer Sprache                                                 |
| Giuseppe d’Alvino          | (1550–1611)       | Maler des Manierismus                                                                    |
| Vincenzo Gallo             | (1550–1607)       | Kapellmeister, Komponist von Kirchenmusik                                                |
| Antonio Spatafora          | (um 1550–1613)    | Maler des Manierismus, Architekt und Kartograph                                          |
| Vito Carrera               | (1555–1623)       | Maler des Manierismus                                                                    |
| Antonio Catalano           | (1560–1630)       | Maler der Renaissance                                                                    |
| Orazio Ferraro             | (1561–1643)       | Maler und Stuckateur des Barock                                                          |
| Mariano Smiriglio          | (1561–1636)       | Architekt und Maler zwischen Manierismus und Barock                                      |
| Niccolò Longobardi         | (1565–1655)       | Jesuit und Chinamissionar                                                                |
| Lekë Matrënga              | (1567–1619)       | griechisch-katholischer Geistlicher                                                      |
| Natale Masuccio            | (1568–1619)       | Architekt des Barock                                                                     |
| Pietro Antonio Novelli     | (1568–1625)       | Maler und Mosaizist der Spätrenaissance                                                  |
| Zoppo di Gangi             | (1570–1620)       | Maler des Spätmanierismus                                                                |
| Luigi Rodriguez            | (nach 1570–1609)  | Maler des Manierismus                                                                    |
| Pietro Carrera             | (1573–1647)       | Schachspieler                                                                            |
| Mario Minniti              | (1577–1640)       | Maler des Barocks                                                                        |
| Vincenzo La Barbera        | (um 1577–um 1647) | Maler und Architekt des Manierismus                                                      |
| Alonso Rodriguez           | (1578–1648)       | Maler des Barocks                                                                        |
| Pietro D’Asaro             | (1579–1647)       | Maler des Manierismus                                                                    |
| Giovanni Simone Comandè    | (1580–1634)       | Maler der Renaissance, Hauptwerke in Messina                                             |
| Umile da Petralia          | (1580/1600–1639)  | Bildhauer von Holzkruzifixen                                                             |
| Sigismondo d’India         | (1582–1629)       | Komponist, Wegbereiter der Barockmusik in Italien                                        |
| Andrea Carrera             | (1590–1677)       | Maler des Barocks                                                                        |
| Placido Saltamacchia       | (dok. 1595–1616)  | Historien- und Bildnismaler                                                              |
| Giovanni Battista Hodierna | (1597–1660)       | Astronom                                                                                 |

## 17. Jahrhundert

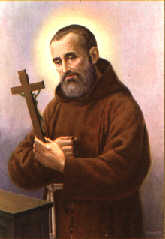
Bernardo da Corleone (1605–1667)

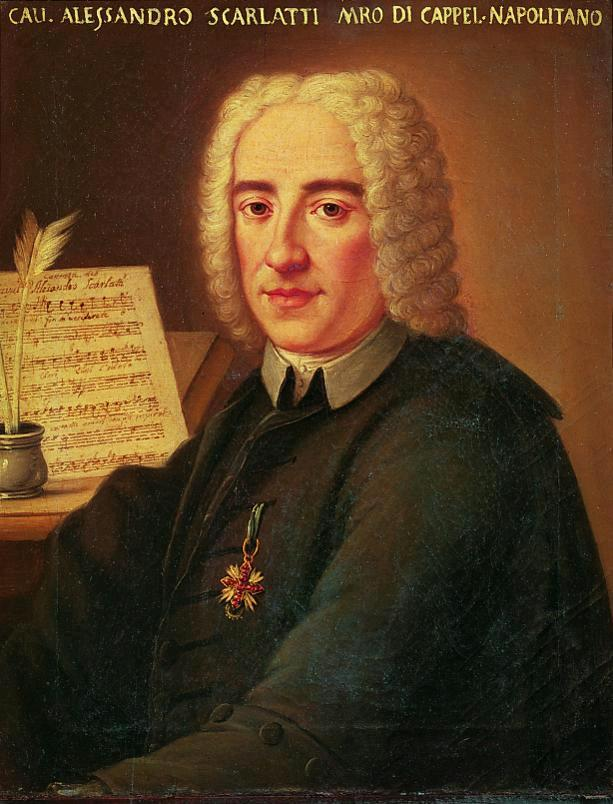
Alessandro Scarlatti (1660–1725)

|                             |                                   |                                                             |
| Innocenzo da Petralia       | (tätig 1. Hälfte 17. Jahrhundert) | Bildschnitzer von Kruzifixen                                |
| Giovanni Gallina            | (17. Jahrhundert)                 | Bildhauer des Barock                                        |
| Li Volsi                    | (17. Jahrhundert)                 | Künstlerfamilie, vorwiegend tätig als Barockbildhauer       |
| Giacomo Lo Verde            | (17. Jahrhundert)                 | Barockmaler                                                 |
| Antonio Barbalonga          | (1600–1649)                       | Barockmaler, Hauptwerke in Messina                          |
| Pietro Novelli              | (1603–1647)                       | Barockmaler, Darstellung vorwiegend religiöser Motive       |
| Giovanni Battista Quagliata | (1603–1673)                       | Barockmaler und Architekt                                   |
| Bernardo da Corleone        | (1605–1667)                       | Kapuziner, Heiliger                                         |
| Giovanni Fulco              | (1605–1680)                       | Maler des Barock                                            |
| Andrea Cirrincione          | (1607–1683)                       | Barockarchitekt und Dominikaner                             |
| Domenico Guargena           | (1610–1663)                       | Barockmaler                                                 |
| Filippo Planzone            | (1610–1636)                       | Bildhauer und Elfenbeinschnitzer                            |
| Gaspare Guercio             | (1611–1679)                       | Architekt und Bildhauer des Barock in Palermo               |
| Domenico Maroli             | (1612–1676)                       | Barockmaler                                                 |
| Giacinto Platania           | (1612–1691)                       | Barockmaler                                                 |
| Onofrio Gabrielli           | (1619–1706)                       | Barockmaler                                                 |
| Michele Blasco              | (1628–1685)                       | Maler und Architekt des Barock                              |
| Angelo Italia               | (1628–1700)                       | Architekt des Barock und Jesuit                             |
| Rosalia Novelli             | (1628–????)                       | Malerin des Barock                                          |
| Andrea Suppa                | (1628–1671)                       | Barockmaler, Hauptwerke in Messina                          |
| Agostino Scilla             | (1629–1700)                       | Barockmaler, Paläontologe, Numismatiker und Geologe         |
| Pietro Aquila               | (um 1630–1692)                    | Maler des Klassizismus                                      |
| Bartolomeo Tricomi          | (um 1630–1709)                    | Maler des Barocks                                           |
| Paolo Boccone               | (1633–1704)                       | Arzt und Botaniker                                          |
| Paolo Amato                 | (1634–1714)                       | Architekt des Barock                                        |
| Filippo Giannetto           | (1640–1702)                       | Barockmaler                                                 |
| Giacomo Amato               | (1643–1732)                       | Barockarchitekt in Palermo                                  |
| Giovanni Travaglia          | (1643–1687)                       | Architekt und Bildhauer des Barock in Palermo               |
| Andrea Palma                | (1644/64–1730)                    | Barockarchitekt, Hauptwerke in Syrakus                      |
| Giacinto Calandrucci        | (1646–1707)                       | Barockmaler, Hauptwerke in Rom und Palermo                  |
| Michelangelo Fardella       | (1650–1760)                       | Forscher und Gelehrter                                      |
| Giovanni Antonio Matera     | (1653–1718)                       | Barockbildhauer                                             |
| Giuseppe Serpotta           | (1653–1719)                       | Bildhauer und Stuckateur des Barock                         |
| Filippo Tancredi            | (1655–1722)                       | Barockmaler                                                 |
| Giacomo Serpotta            | (1656–1732)                       | Bildhauer und Stuckateur des Barock                         |
| Francesco Cupani            | (1657–1719)                       | Arzt, Theologe und Botaniker                                |
| Tommaso Maria Napoli        | (1659–1725)                       | Architekt, Mathematiker und Dominikaner                     |
| Francesco Antonio Pistocchi | (1659–1726)                       | Komponist und Librettist                                    |
| Antonio Grano               | (1660–1718)                       | Barockmaler, Hauptwerke in Palermo                          |
| Alessandro Scarlatti        | (1660–1725)                       | Komponist von Opern und Kantaten                            |
| Giovanni Tuccari            | (1667–1743)                       | Barockmaler, Vertreter des sizilianischen Barocks           |
| Nicola van Houbraken        | (1668–nach 1724)                  | Barockmaler, Hauptwerke in Messina                          |
| Antonio Filocamo            | (1669–1743)                       | Maler des Barocks, Hauptwerke in Messina                    |
| Gioacchino Vitagliano       | (1669–1739)                       | Bildhauer des Spätbarock                                    |
| Guglielmo Borremans         | (1672–1724)                       | Maler des Spätbarock                                        |
| Filippo Juvarra             | (1678–1736)                       | Barockarchitekt, Baumeister des Hauses Savoyen              |
| Procopio Serpotta           | (1679–1756)                       | Bildhauer und Stuckateur des Spätbarock                     |
| Emanuele d’Astorga          | (1680–1757)                       | Adliger und Komponist                                       |
| Giuseppe Mariani            | (1681–1731)                       | Architekt des Barock                                        |
| Giovanni Biagio Amico       | (1684–1754)                       | Architekt des Barock in Westsizilien und Palermo            |
| Francesco Ferrigno          | (1686–1766)                       | Architekt des Barock in Palermo des Barocks,                |
| Paolo Filocamo              | (1688–1743)                       | Maler des Barocks, Hauptwerke in Messina                    |
| Vincenzo Natoli             | (1690–1770)                       | Richter, beteiligt am Bau und der Stadtentwicklung Palermos |
| Olivio Sozzi                | (1690–1765)                       | Maler von Tafelbildern und Fresken                          |
| Litterio Paladini           | (1691–1743)                       | Barockmaler und Kupferstecher                               |
| Filippo Randazzo            | (1692–1744)                       | Maler des Klassizismus                                      |
| Gaspare Serenario           | (1694–1759)                       | Barockmaler, Hauptwerke in Palermo                          |
| Nicolò Palma                | (1694–1779)                       | Architekt des Klassizismus, Hauptwerke in Palermo           |
| Pietro Paolo Vasta          | (1697–1760)                       | Barockmaler, Vertreter des sizilianischen Barocks           |
| Rosario Gagliardi           | (1698–1762)                       | Barockarchitekt, Stadtbaumeister in Noto                    |

## 18. Jahrhundert

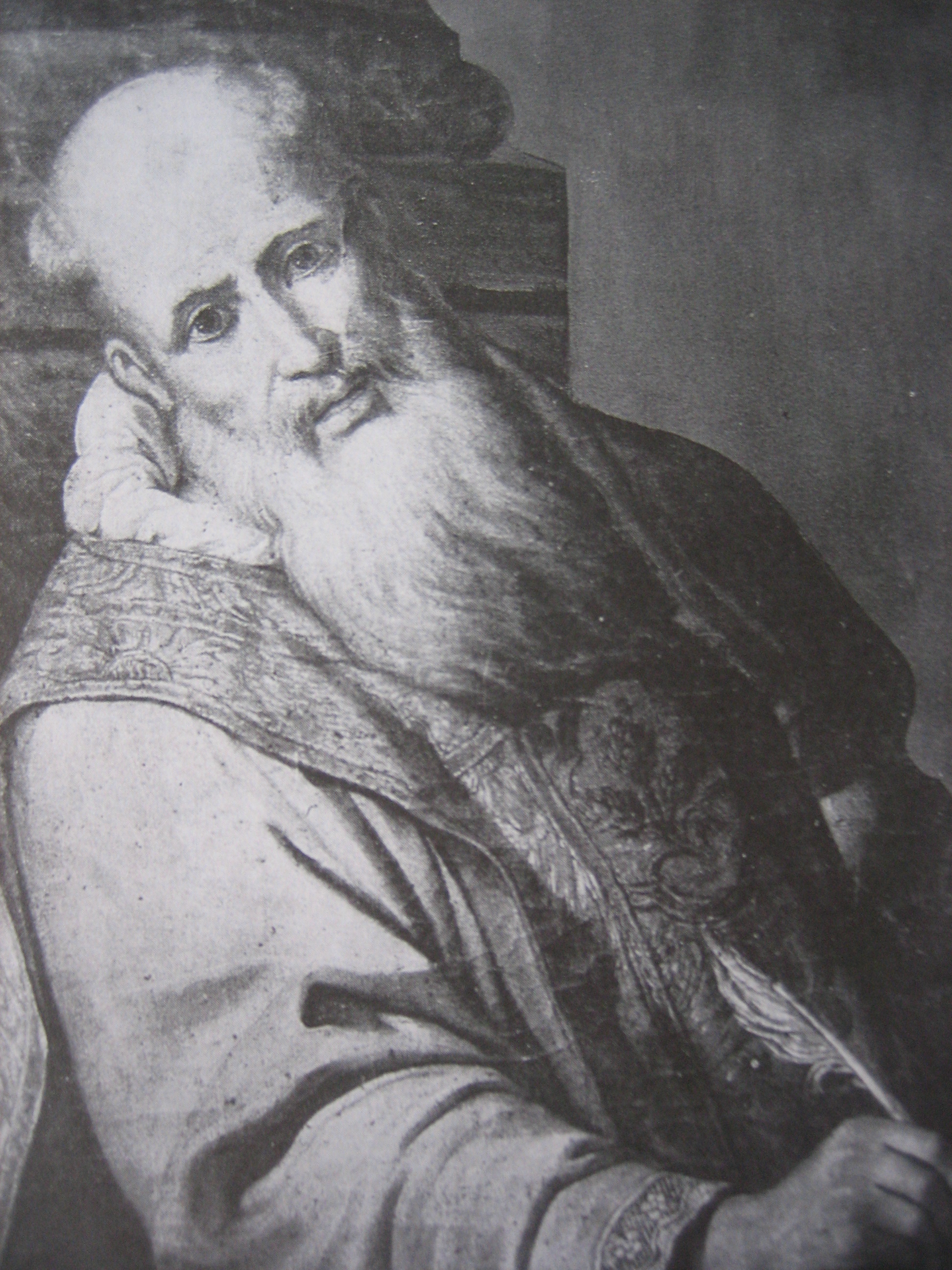
Fedele Tirrito (1717–1801)

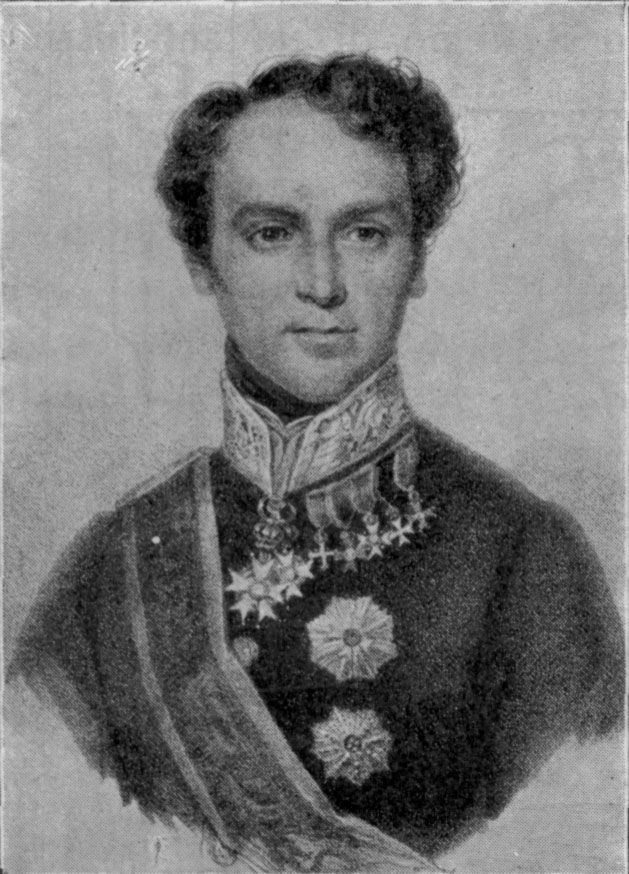
Domenico Lo Faso Pietrasanta (1773–1863)

|                              |                   |                                                                                              |
| Ignazio Buceti               | (18. Jahrhundert) | Barockbildhauer                                                                              |
| Paolo Filocamo               | (18. Jahrhundert) | Bildhauer und Stuckateur in Palermo                                                          |
| Gaspare Firriolo             | (18. Jahrhundert) | Bildhauer des Klassizismus                                                                   |
| Cristoforo Milanti           | (18. Jahrhundert) | Bildhauer und Stuckateur des Barock                                                          |
| Gaetano Lazzara              | (aktiv 1700–1731) | Architekt des Barock und Dominikaner                                                         |
| Francesco Battaglia          | (1701–1788)       | Architekt des Spätbarock                                                                     |
| Giovanni Battista Vaccarini  | (1702–1768)       | Barockarchitekt, Stadtbaumeister und Hauptwerke in Catania                                   |
| Pietro Martorana             | (1705–1759)       | Maler des klassizistischen Spätbarock                                                        |
| Ignatius Capizzi             | (1708–1783)       | römisch-katholischer Geistlicher                                                             |
| Giuseppe Tresca              | (1710–1795)       | Barockmaler                                                                                  |
| Giuseppe Vasi                | (1710–1782)       | Grafiker und Vedutenstecher, Werk über römische Monumente in zehn Büchern                    |
| Giuseppe Crestadoro          | (um 1711–1808)    | Maler des Spätbarock                                                                         |
| Felix von Nicosia            | (1715–1787)       | Kapuziner und Heiliger                                                                       |
| Fedele Tirrito               | (1717–1801)       | Maler des Barocks                                                                            |
| Vito D’Anna                  | (1718–1769)       | Maler des Rokoko, Hauptwerke in Palermo                                                      |
| Ignazio Marabitti            | (1719–1797)       | Bildhauer, Hauptwerke in Palermo                                                             |
| Francesco Paolo Labisi       | (1720–1798)       | Architekt des Barock                                                                         |
| Vincenzo Sinatra             | (1720–1765)       | Barockarchitekt, Hauptwerke in Noto und Ispica                                               |
| Giuseppe Paladini            | (1721–1794)       | Barockmaler                                                                                  |
| Giovan Battista Cascione     | (1729–1790)       | Architekt des Neoklassizismus                                                                |
| Giuseppe Venanzio Marvuglia  | (1729–1814)       | Architekt des Neoklassizismus                                                                |
| Benedetto De Lisi            | (1830–1875)       | Bildhauer                                                                                    |
| Sebastiano Lo Monaco         | (1730–1775)       | Maler des Spätbarock                                                                         |
| Gaetano Mercurio             | (1730–1790)       | Maler des Barock                                                                             |
| Andrea Gigante               | (1731–1787)       | Architekt des Spätbarock und Neoklassizismus                                                 |
| Mariano Rossi                | (1731–1807)       | Maler des Klassizismus                                                                       |
| Francesco Sozzi              | (1732–1795)       | Maler des Spätbarock                                                                         |
| Alberto Tipa                 | (1732–1783)       | Bildhauer und Krippenbauer in Trapani                                                        |
| Gaspare Fumagalli            | (1735–1785)       | Römischer Maler in Palermo                                                                   |
| Gioacchino Martorana         | (1735–1779)       | Maler des Klassizismus                                                                       |
| Filippo Quattrocchi          | (1738–1813)       | Bildhauer des Spätbarock                                                                     |
| Antonio Manno                | (1739–1810)       | Maler des Klassizismus                                                                       |
| Giovanni Meli                | (1740–1815)       | Schriftsteller, Arzt und Naturwissenschaftler                                                |
| Nicola Spedalieri            | (1740–1795)       | Philosoph, Priester und Autor                                                                |
| Mercurio Maria Teresi        | (1742–1805)       | Geistlicher, Erzbischof von Monreale                                                         |
| Alessandro Cagliostro        | (1743–1795)       | Alchemist und Hochstapler                                                                    |
| Elia Interguglielmi          | (1746–1835)       | Maler des Spätbarock und Neoklassizismus, Hauptwerke in Palermo                              |
| Giuseppe Velasco             | (1750–1827)       | Maler, Vertreter des Neoklassizismus                                                         |
| Matteo Desiderato            | (1752–1827)       | Maler des Klassizismus                                                                       |
| Francesco Manno              | (1754–1831)       | Maler des Klassizismus                                                                       |
| Francesco Guadagnino         | (1755–1829)       | Maler des Klassizismus                                                                       |
| Girolamo Bagnasco            | (1759–1832)       | Bildhauer des Spätbarock                                                                     |
| Domenico Benedetto Balsamo   | (1759–1844)       | Ordensgeistlicher, Erzbischof von Monreale                                                   |
| Giuseppe Errante             | (1760–1821)       | Maler des Klassizismus                                                                       |
| Giacomo Minutoli             | (1765–1827)       | Architekt des Klassizismus                                                                   |
| Lucia Migliaccio             | (1770–1826)       | Ehefrau von Ferdinand III., König von Sizilien                                               |
| Pier Francesco Brunaccini    | (1772–1850)       | Ordensgeistlicher, Erzbischof von Monreale                                                   |
| Vincenzo Riolo               | (1772–1837)       | Maler des Klassizismus in Palermo                                                            |
| Domenico Lo Faso Pietrasanta | (1773–1863)       | Herzog von Serradifalco, Archäologe, Werk über die antiken Stätten Siziliens in fünf Büchern |
| Valerio Villareale           | (1773–1854)       | italienischer Bildhauer, einer der bedeutendsten Vertreter des Neoklassizismus               |
| Niccolò Palmeri              | (1778–1837)       | Ökonom, Historiker und Politiker                                                             |
| Ruggero Settimo              | (1778–1863)       | Fürst von Fitalia, Staatsmann, Präsident Siziliens 1848/1849                                 |
| Giuseppe Patania             | (1780–1852)       | Maler des Klassizismus in Palermo                                                            |
| Raffaello Politi             | (1783–1865)       | Maler und Archäologe                                                                         |
| Giuseppe Zacco               | (1786–1834)       | Maler von Altarbildern                                                                       |
| Letterio Subba               | (1787–1868)       | Architekt, Bildhauer und Maler                                                               |
| Giovanni Patricolo           | (1789–1861)       | Maler des Klassizismus in Palermo                                                            |
| Giuseppe Gandolfo            | (1792–1855)       | Maler                                                                                        |
| Pietro Antonio Coppola       | (1793–1876)       | Opernkomponist und Dirigent                                                                  |
| Giuseppe Vaccaro             | (1793–1866)       | Maler, Bildhauer und Restaurator                                                             |
| Francesco Zerilli            | (um 1794–1837)    | Maler des Klassizismus                                                                       |
| Giovanni Pacini              | (1796–1867)       | Komponist von Opern, Oratorien und Kantaten                                                  |
| Vincenzo Florio              | (1799–1868)       | Unternehmer und Politiker                                                                    |
| Luigi Natoli                 | (1799–1875)       | Bischof von Caltagirone und Erzbischof von Messina                                           |
| Giuseppe Rapisardi           | (1799–1853)       | Maler des Neoklassizismus                                                                    |

## 19. Jahrhundert

### 1801–1850

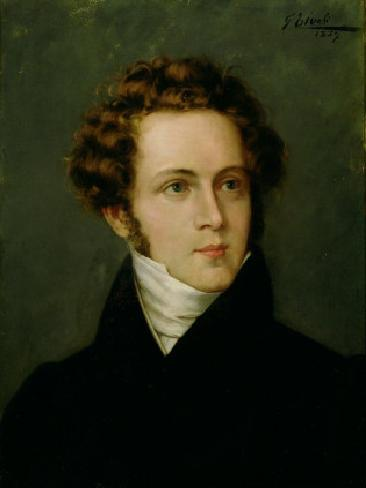
Vincenzo Bellini (1801–1835)

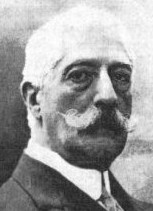
Giovanni Verga (1840–1922)

|                                    |             |                                                                            |
| Vincenzo Bellini                   | (1801–1835) | Komponist von Opern, Vertreter der Romantik                                |
| Michele Amari                      | (1806–1889) | Geschichtsforscher und Orientalist                                         |
| Nunzio Morello                     | (1806–1878) | Bildhauer                                                                  |
| Michele Panebianco                 | (1806–1873) | Maler des Klassizismus                                                     |
| Giuseppe Vaccaro (Bildhauer, 1808) | (1808–1889) | Bildhauer und Terrakottabildner                                            |
| Francesco Saverio Cavallari        | (1809–1896) | Architekt, Maler und Archäologe                                            |
| Tommaso Aloisio Juvara             | (1809–1875) | Zeichner und Kupferstecher                                                 |
| Salvatore Lo Forte                 | (1809–1885) | Maler des Klassizismus                                                     |
| Paolo Emiliani Giudici             | (1812–1872) | Literaturhistoriker und Literaturwissenschaftler                           |
| Giacomo Conti                      | (1813–1888) | Maler                                                                      |
| Pietro Michelangelo Celesia        | (1814–1904) | Kardinal und Erzbischof von Palermo                                        |
| Giuseppe La Farina                 | (1815–1863) | Schriftsteller und Politiker                                               |
| Giuseppe Benedetto Dusmet          | (1818–1894) | Erzbischof von Catania                                                     |
| Francesco Crispi                   | (1819–1901) | Staatsmann und Kolonialpolitiker                                           |
| Rosolino Pilo                      | (1820–1860) | Patriot                                                                    |
| Saro Zagari                        | (1821–1897) | Architekt und Bildhauer des Neoklassizismus                                |
| Salvatore Cusa                     | (1822–1893) | Arabist, Diplomatiker, Politiker                                           |
| Michele Rapisardi                  | (1822–1886) | Maler                                                                      |
| Isidoro La Lumia                   | (1823–1879) | Politiker und Historiker, Werke zur Geschichte Siziliens                   |
| Giuseppe Prinzi                    | (1825–1895) | Bildhauer                                                                  |
| Stanislao Cannizzaro               | (1826–1910) | Chemiker, Professor an der Universität Palermo                             |
| Pietro Platania                    | (1828–1907) | Komponist und Musikpädagoge                                                |
| Pasquale Sarullo                   | (1828–1893) | Franziskanerpater und Maler                                                |
| Giuseppe Incorpora                 | (1834–1914) | Fotograf                                                                   |
| Emanuele Notarbartolo              | (1834–1893) | Marchese, Mafiagegner und Mafiaopfer                                       |
| Salvatore Valenti                  | (1835–1903) | Bildhauer                                                                  |
| Francesco Lojacono                 | (1838–1915) | Landschaftsmaler                                                           |
| Luigi Capuana                      | (1839–1915) | Schriftsteller, Vertreter des Verismus, Dozent an der Universität Catania  |
| Antonio Starrabba                  | (1839–1908) | Bürgermeister und Präfekt von Palermo, Außen- und Premierminister          |
| Domenico Costantino                | (1840–1915) | Bildhauer                                                                  |
| Roberto Stagno                     | (1840–1897) | Operntenor                                                                 |
| Giovanni Verga                     | (1840–1922) | Schriftsteller, Vertreter des Verismus                                     |
| Antonino Gandolfo                  | (1841–1910) | Maler                                                                      |
| Antonino Salinas                   | (1841–1914) | Archäologe und Numismatiker, Leiter des Archäologischen Museums in Palermo |
| Laura Gonzenbach                   | (1842–1878) | Autorin, Sammlung sizilianischer Volksmärchen                              |
| Antonio Pasculli                   | (1842–1924) | Oboenvirtuose, Kompositionen für Blasinstrumente                           |
| Corrado Avolio                     | (1843–1905) | Romanist und Dialektologe                                                  |
| Isidoro Carini                     | (1843–1895) | Historiker und Paläograf                                                   |
| Antonino Leto                      | (1844–1913) | Maler des Impressionismus                                                  |
| Mario Rapisardi                    | (1844–1912) | Dichter                                                                    |
| Benedetto Civiletti                | (1845–1899) | Bildhauer, Vertreter des Realismus                                         |
| Giuseppe Francica-Nava de Bontifè  | (1846–1928) | Erzbischof von Catania                                                     |
| Giacomo Natoli                     | (1846–1896) | Politiker, Bürgermeister von Messina                                       |
| Antonio Scontrino                  | (1850–1922) | Komponist von Opern, Vertreter der Romantik                                |
| Joseph Whitaker                    | (1850–1936) | Ornithologe, Archäologe und Sportler                                       |

### 1851–1900

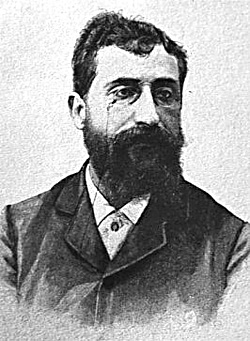
Ernesto Basile (1857–1932)

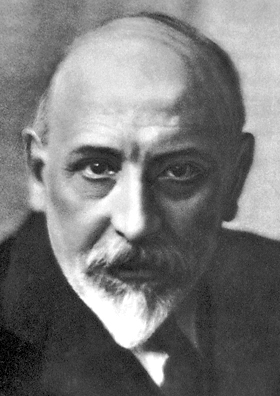
Luigi Pirandello (1867–1936)

|                              |                  |                                                                              |
| Annibale Maria Di Francia    | (1851–1927)      | Priester, Ordensgründer und Heiliger                                         |
| Antonino Borzì               | (1852–1921)      | Botaniker, Universitätsprofessor in Palermo und Messina                      |
| Giuseppe Vadalà-Papale       | (1854–nach 1906) | Jurist und Rechtsphilosoph                                                   |
| Sebastiano Nicotra           | (1855–1929)      | Erzbischof und vatikanischer Diplomat                                        |
| Paolo Vetri                  | (1855–1937)      | Porträt- und Freskenmaler                                                    |
| Ettore Ximenes               | (1855–1926)      | Bildhauer, vorwiegend religiöse und mythologische Motive                     |
| Sebastiano Guzzone           | (1856–1890)      | Porträtmaler                                                                 |
| Giuseppe Oddo                | (1856–1954)      | Chemiker                                                                     |
| Ernesto Basile               | (1857–1932)      | Architekt des Jugendstils, Hauptwerke in Palermo                             |
| Enrico Cavallaro             | (1858–1895)      | Maler                                                                        |
| Rocco Lentini                | (1858–1943)      | Maler                                                                        |
| Pierantonio Tasca            | (1858–1934)      | Komponist                                                                    |
| Giuseppe de Felice Giuffrida | (1859–1920)      | Politiker und Journalist                                                     |
| Antonio Ruggeri              | (1859–1915)      | Rebzüchter                                                                   |
| Mario Rutelli                | (1859–1941)      | Bildhauer und Bronzegießer                                                   |
| Domenico Trentacoste         | (1859–1933)      | Bildhauer und Medailleur                                                     |
| Giovanni Alfredo Cesareo     | (1860–1937)      | Schriftsteller und Romanist                                                  |
| Francesco Paolo Frontini     | (1860–1939)      | Komponist                                                                    |
| Giovan Pietro Grimaldi       | (1860–1918)      | Physiker und Akademiker                                                      |
| Vittorio Emanuele Orlando    | (1860–1952)      | Politiker, italienischer Ministerpräsident                                   |
| Michele Tripisciano          | (1860–1913)      | Bildhauer                                                                    |
| Vito Cascio Ferro            | (1862–1943)      | Mafiaboss in den Vereinigten Staaten                                         |
| Clemente Grimaldi            | (1862–1915)      | Agronom, Botaniker und Politiker                                             |
| Pietro Gori                  | (1865–1911)      | Anarchist und Dichter                                                        |
| Giulio Emanuele Rizzo        | (1865–1950)      | klassischer Archäologe                                                       |
| Nicholas Morello             | (1866–1916)      | Mafioso in den Vereinigten Staaten                                           |
| Nino Basile                  | (1866–1937)      | Historiker                                                                   |
| Alessandro Abate             | (1867–1952)      | Maler                                                                        |
| Gennaro Pardo                | (1867–1927)      | Maler                                                                        |
| Luigi Pirandello             | (1867–1936)      | Schriftsteller, Nobelpreisträger für Literatur                               |
| Carlo Alberto Garufi         | (1868–1948)      | Diplomatiker und Paläograph                                                  |
| Salvatore Maranzano          | (1868–1931)      | Mafiaboss in den Vereinigten Staaten                                         |
| Mario Sammarco               | (1868–1930)      | Opernsänger                                                                  |
| Enrico Mauceri               | (1869–1966)      | Kunsthistoriker, Museumsleiter                                               |
| Alfredo Salafia              | (1869–1933)      | Chemiker, Spezialist für Einbalsamierung                                     |
| Nino Martoglio               | (1870–1921)      | Schriftsteller, Verleger, Regisseur und Produzent                            |
| Peter Morello                | (1870–1930)      | Mafioso in den Vereinigten Staaten                                           |
| Angelo Paino                 | (1870–1967)      | Erzbischof von Messina                                                       |
| Antonio Ugo                  | (1870–1950)      | Bildhauer und Medailleur                                                     |
| Luigi Sturzo                 | (1871–1959)      | Priester, Politiker                                                          |
| Pasquale Calapso             | (1872–1934)      | Mathematiker, Hochschullehrer in Messina                                     |
| Vincenzo Lapuma              | (1874–1943)      | Kurienkardinal der römisch-katholischen Kirche                               |
| Francesco Cantelli           | (1875–1966)      | Mathematiker                                                                 |
| Francesco Ciuppa             | (1875–unbekannt) | Automobilrennfahrer                                                          |
| Michele De Franchis          | (1875–1946)      | Mathematiker                                                                 |
| Giovanni Gentile             | (1875–1944)      | Philosoph, Kulturmanager und Politiker                                       |
| Filippo Cortesi              | (1876–1947)      | Erzbischof und vatikanischer Diplomat                                        |
| Giuseppe Paratore            | (1877–1967)      | Politiker                                                                    |
| Ignazio Saietta              | (1877–1947)      | Mafiaboss in den Vereinigten Staaten                                         |
| Salvatore D’Aquila           | (1878–1928)      | Mafiaboss in den Vereinigten Staaten                                         |
| Joe Masseria                 | (1879–1931)      | Mafiaboss in den Vereinigten Staaten                                         |
| Michele Cipolla              | (1880–1947)      | Mathematiker                                                                 |
| Giuseppe Antonio Borgese     | (1882–1952)      | Historiker, Literaturprofessor und Schriftsteller                            |
| Giovanni Lentini             | (1882–1955)      | Maler                                                                        |
| Manfredi Gravina             | (1883–1932)      | Marineoffizier und Diplomat                                                  |
| Albert Anselmi               | (1884–1929)      | Mafioso in den Vereinigten Staaten                                           |
| Joseph Ardizzone             | (1884–1931)      | Mitglied der Mafia                                                           |
| Gaetano Gagliano             | (1884–1951)      | Mafioso in den Vereinigten Staaten                                           |
| Vincenzo Lojacono            | (1885–1954)      | Diplomat                                                                     |
| Mauro Picone                 | (1885–1977)      | Mathematiker                                                                 |
| Vincent Terranova            | (1887–1922)      | Mafioso in den Vereinigten Staaten (Bruder von Ciro Terranova)               |
| Luciano Maugeri              | (1888–1958)      | Politiker, ehemaliger Bürgermeister von Palermo                              |
| Giovanni Sansone             | (1888–1979)      | Mathematiker                                                                 |
| Ciro Terranova               | (1889–1938)      | Mafioso in den Vereinigten Staaten (Bruder von Vincent Terranova)            |
| Giuseppe Aiello              | (1891–1930)      | Mafioso in den Vereinigten Staaten, Präsident der Unione Siciliana           |
| Jack Dragna                  | (1891–1956)      | Mafioso auf Sizilien und in den Vereinigten Staaten                          |
| Francesco Scalice            | (1893–1957)      | Mafioso in den Vereinigten Staaten                                           |
| Ugo Giachery                 | (1896–1989)      | Mitglied der Religion Bahai, Übersetzer der Bahai-Schriften ins Italienische |
| Giuseppe Tomasi di Lampedusa | (1896–1957)      | Schriftsteller und Literaturwissenschaftler, Verfasser von „Der Leopard“     |
| Lucky Luciano                | (1896–1962)      | Mafioso in den Vereinigten Staaten                                           |
| Frank Capra                  | (1897–1991)      | Filmregisseur in den Vereinigten Staaten                                     |
| Francesco Pennisi            | (1898–1974)      | Bischof von Ragusa                                                           |
| Ignazio Buttitta             | (1899–1997)      | Lyriker, Preisträger des Premio Viareggio                                    |
| Biagio Pace                  | (1889–1955)      | Archäologe, Dozent an der Universität Palermo                                |
| Stefano „Steve“ Ferrigno     | (1900–1930)      | Mafioso in den Vereinigten Staaten                                           |
| Gaetano Martino              | (1900–1967)      | Rektor der Universität Messina, Politiker und Außenminister                  |
| Giuseppe De Primo            | (19.–20. Jh.)    | Mafioso in den Vereinigten Staaten                                           |
| John Scalise                 | (1900–1929)      | Mafioso in den Vereinigten Staaten                                           |

## 20. Jahrhundert

### 1901–1925

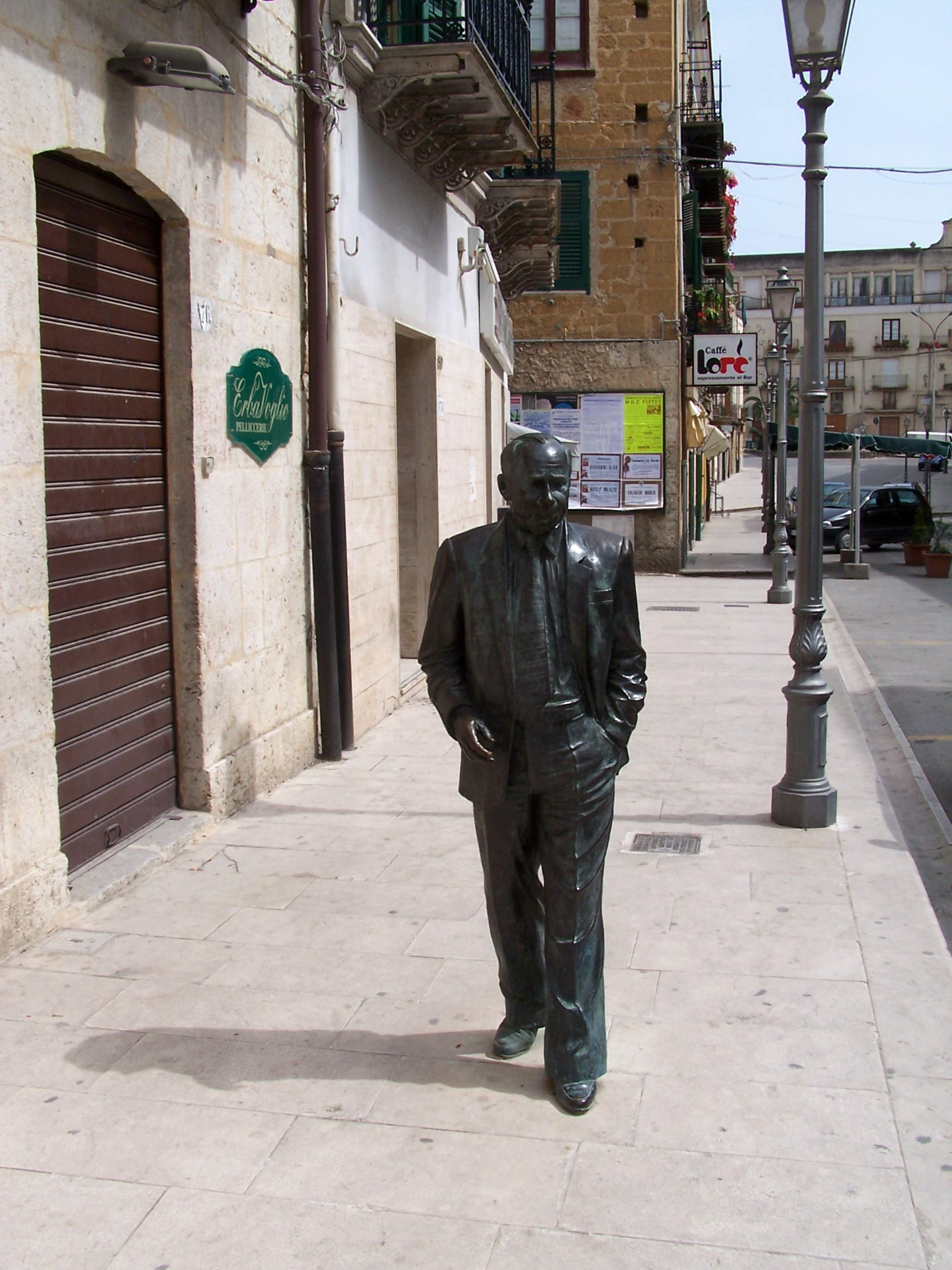
Statue Leonardo Sciascias (1921–1989)

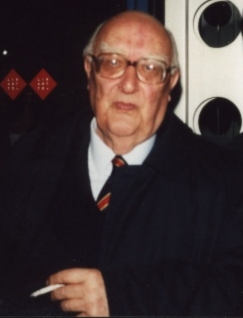
Andrea Camilleri (1925–2019)

|                               |             |                                                                                         |
| Filippo Anfuso                | (1901–1963) | Diplomat und Politiker                                                                  |
| Renato Calapso                | (1901–1976) | Mathematiker, Hochschullehrer in Messina                                                |
| Salvatore Quasimodo           | (1901–1968) | Lyriker und Theaterkritiker, Nobelpreisträger für Literatur                             |
| Alois Ricceri                 | (1901–1989) | italienischer Salesianerpater, 1965–1977 Generaloberer                                  |
| Mario Scelba                  | (1901–1991) | Politiker, Ministerpräsident Italiens                                                   |
| Umberto Barbaro               | (1902–1959) | Filmtheoretiker und -kritiker, Drehbuchautor, Dokumentarfilmer                          |
| Carlo Gambino                 | (1902–1976) | Mafiaboss in den Vereinigten Staaten                                                    |
| Lauro Chiazzese               | (1903–1957) | Jurist und Hochschullehrer                                                              |
| Ugo La Malfa                  | (1903–1979) | Politiker                                                                               |
| Joseph Maria Pernicone        | (1903–1985) | Weihbischof                                                                             |
| Giuseppe Alessi               | (1905–2009) | Politiker                                                                               |
| Joseph Bonanno                | (1905–2002) | Mafiaboss in den Vereinigten Staaten                                                    |
| Francesco Carpino             | (1905–1993) | Erzbischof von Palermo, Kurienkardinal                                                  |
| Michele Navarra               | (1905–1958) | Arzt und Mafiaboss auf Sizilien                                                         |
| Ettore Majorana               | (1906–?)    | Physiker, verschollen 1938                                                              |
| Salvo Randone                 | (1906–1991) | Theater- und Filmschauspieler                                                           |
| Paolo Enrico Arias            | (1907–1998) | Archäologe                                                                              |
| Vitaliano Brancati            | (1907–1954) | Schriftsteller, Romane und Erzählungen                                                  |
| Giuseppe Perniciaro           | (1908–1981) | Bischof der Eparchie Piana degli Albanesi                                               |
| Nino Pirrotta                 | (1908–1998) | Musikwissenschaftler                                                                    |
| Elio Vittorini                | (1908–1966) | Schriftsteller, Publizist und Übersetzer, Vertreter des literarischen Neorealismus      |
| Franco Ferrara                | (1911–1985) | Dirigent                                                                                |
| Renato Guttuso                | (1911–1987) | Maler, Vertreter des Realismus                                                          |
| Giuseppe La Loggia            | (1911–1994) | Politiker, ehemaliger Präsident Siziliens                                               |
| Franco Restivo                | (1911–1976) | Jurist und Politiker                                                                    |
| Cesare Sanfilippo             | (1911–2000) | Rechtswissenschaftler und Rechtshistoriker                                              |
| Antonino Lombardo             | (1912–1985) | Archivar und Historiker                                                                 |
| Gino Buzzanca                 | (1912–1985) | Theater- und Filmschauspieler                                                           |
| Carmello Cappello             | (1912–1996) | Bildhauer der Moderne                                                                   |
| Luigi Di Bella                | (1912–2003) | italienischer Arzt und Physiologe                                                       |
| Paolo Collura                 | (1914–1997) | italienischer Paläograph und Diplomatiker                                               |
| Placido Rizzotto              | (1914–1948) | Gewerkschaftsführer, aktiv im Kampf gegen die Mafia                                     |
| Pete Rugolo                   | (1915–2011) | US-amerikanischer Jazzkomponist                                                         |
| Natalia Ginzburg              | (1916–1991) | Autorin italienischer Literatur des 20. Jahrhunderts                                    |
| Arturo Dominici               | (1916–1992) | Film- und Theaterschauspieler                                                           |
| Salvatore Kardinal Pappalardo | (1918–2006) | Erzbischof von Palermo                                                                  |
| Giovanni Rinaldo Coronas      | (1919–2008) | italienischer Politiker                                                                 |
| Sebastiano Lo Nigro           | (1919–1984) | Folklorist, Dozent an der Universität Catania                                           |
| Calogero Lauricella           | (1919–1989) | Erzbischof von Syrakus                                                                  |
| Stefano D’Arrigo              | (1919–1992) | Schriftsteller, verfasste vorwiegend Romane                                             |
| Francesco Alliata             | (1919–2015) | Filmproduzent und Dokumentarfilmregisseur                                               |
| Gesualdo Bufalino             | (1920–1996) | Schriftsteller, verfasste Erzählungen, Romane und Gedichte                              |
| Antonino Caponnetto           | (1920–2002) | Richter und Politiker, aktiv im Kampf gegen die Mafia                                   |
| Pietro Consagra               | (1920–2005) | Bildhauer, Vertreter der abstrakten Kunst                                               |
| Mario Landi                   | (1920–1992) | Regisseur                                                                               |
| Michele Sindona               | (1920–1986) | Rechtsanwalt und Bankier                                                                |
| Vincenzo Tusa                 | (1920–2009) | Archäologe                                                                              |
| Ignazio Cannavò               | (1921–2015) | Erzbischof von Messina                                                                  |
| Salvatore Cassisa             | (1921–2015) | Erzbischof von Monreale                                                                 |
| Giuseppe Catalfamo            | (1921–1989) | Professor für Pädagogik an der Universität Messina                                      |
| Giuseppe Di Stefano           | (1921–2008) | Opernsänger (Tenor)                                                                     |
| Turi Ferro                    | (1921–2001) | Theater- und Filmschauspieler                                                           |
| Marco Petta                   | (1921–2007) | römisch-katholischer Ordensgeistlicher                                                  |
| Leonardo Sciascia             | (1921–1989) | Schriftsteller und Politiker                                                            |
| Cesare Terranova              | (1921–1979) | Ermittlungsrichter, wurde von der Mafia erschossen                                      |
| Pino Cerami                   | (1922–2014) | Radrennfahrer                                                                           |
| Tano Cimarosa                 | (1922–2008) | Schauspieler und Filmregisseur                                                          |
| Gaetano Fichera               | (1922–1996) | Mathematiker                                                                            |
| Salvatore Giuliano            | (1922–1950) | Bandit und Volksheld                                                                    |
| Salvatore La Barbera          | (1922–1963) | Mitglied der Mafia                                                                      |
| Salvatore Lauricella          | (1922–1996) | Politiker                                                                               |
| Salvatore Nicolosi            | (1922–2014) | Bischof von Noto                                                                        |
| Turi Vasile                   | (1922–2009) | Filmproduzent und Drehbuchautor                                                         |
| Gaetano Badalamenti           | (1923–2004) | Mafiaboss auf Sizilien                                                                  |
| Vittorio De Seta              | (1923–2011) | Filmregisseur, drehte Dokumentarfilme über Sizilien                                     |
| Ciccio Ingrassia              | (1923–2003) | Schauspieler und Komiker, Mitglied des Duos Franco & Ciccio                             |
| Antonio Pucci                 | (1923–2009) | Autorennfahrer                                                                          |
| Giuseppe Bonaviri             | (1924–2009) | Schriftsteller und Kardiologe                                                           |
| Francesco Giunta              | (1924–1994) | Mittelalterhistoriker                                                                   |
| Libero Grassi                 | (1924–1991) | Unternehmer, aktiv im Kampf gegen die Mafia                                             |
| Angelo La Barbera             | (1924–1975) | Mitglied der Mafia                                                                      |
| Rosario Mazzola               | (1924–2018) | Bischof von Cefalù                                                                      |
| Paulino Reale Chirina         | (1924–2012) | Bischof in Argentinien                                                                  |
| Giuseppe Calderone            | (1925–1978) | Mafiaboss auf Sizilien                                                                  |
| Andrea Camilleri              | (1925–2019) | Drehbuchautor, Regisseur und Schriftsteller, international bekannt durch Kriminalromane |
| Rocco Chinnici                | (1925–1983) | Staatsanwalt und Ermittlungsrichter                                                     |
| Giuseppe Fava                 | (1925–1984) | Schriftsteller und Dramatiker                                                           |
| Mario Francese                | (1925–1979) | Journalist und Mafiagegner                                                              |
| Luciano Liggio                | (1925–1993) | Mafiaboss auf Sizilien                                                                  |

### 1926–1950

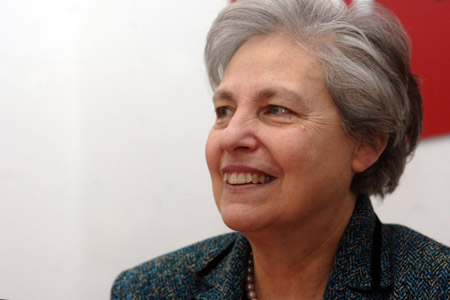
Rita Borsellino (1945–2018)

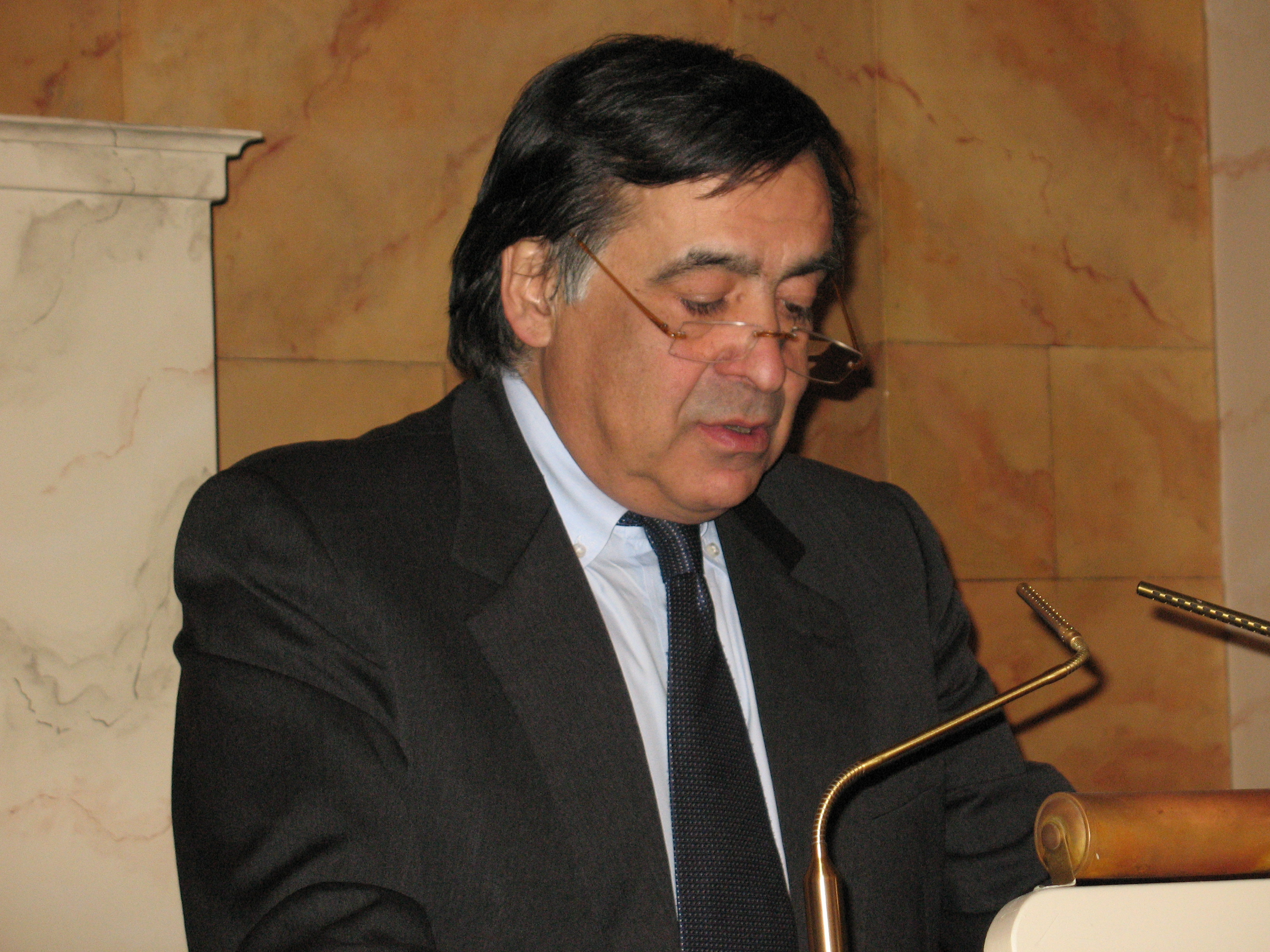
Leoluca Orlando (* 1947)

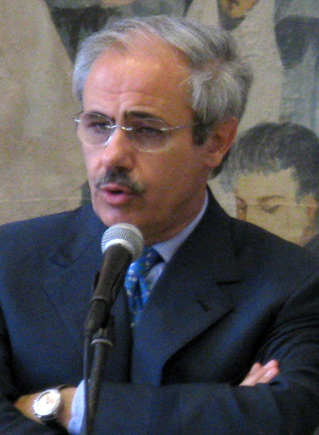
Raffaele Lombardo (* 1950)

|                          |             |                                                                              |
| Luigi Bommarito          | (1926–2019) | Erzbischof von Catania                                                       |
| Emanuele Catarinicchia   | (1926–2024) | Bischof von Mazara del Vallo                                                 |
| Angelo Rizzo             | (1926–2009) | Bischof von Ragusa                                                           |
| Domenico Amoroso         | (1927–1997) | Ordenspriester und Bischof                                                   |
| Rosa Balistreri          | (1927–1990) | Sängerin sizilianischer Volkslieder                                          |
| Pio La Torre             | (1927–1982) | Politiker und Mafiagegner                                                    |
| Tommaso Buscetta         | (1928–2000) | Mafioso, wichtigster Kronzeuge der Mafiaprozesse                             |
| Franco Franchi           | (1928–1992) | Schauspieler und Komiker, Mitglied des Duos Franco & Ciccio                  |
| Salvatore Lima           | (1928–1992) | Politiker, Bürgermeister von Palermo                                         |
| Roberto Pregadio         | (1928–2010) | Filmkomponist, Musiker und Dirigent                                          |
| Antonino Zichichi        | (* 1929)    | Physiker                                                                     |
| Cesare Barbetti          | (1930–2006) | Schauspieler und Synchronsprecher                                            |
| Giorgio Boris Giuliano   | (1930–1979) | leitender Polizeibeamter und Mafiaopfer                                      |
| Salvatore Riina          | (1930–2017) | Mafiaboss auf Sizilien                                                       |
| Giuseppe Calò            | (* 1931)    | Mafioso auf Sizilien                                                         |
| Giuseppe Malandrino      | (1931–2025) | Bischof von Noto                                                             |
| Guido Messina            | (1931–2020) | Radrennfahrer                                                                |
| Carmelo Ferraro          | (* 1932)    | Erzbischof von Agrigent                                                      |
| Gaetano Starrabba        | (* 1932)    | Autorennfahrer                                                               |
| Vincenzo Consolo         | (1933–2012) | Schriftsteller, verfasste Romane, Gedichte und Reiseberichte                 |
| Bernardo Provenzano      | (1933–2016) | Mafiaboss auf Sizilien                                                       |
| Giuseppe Costanzo        | (* 1933)    | Erzbischof von Syrakus                                                       |
| Nino Vaccarella          | (1933–2021) | Sportwagen- und Formel-1-Fahrer                                              |
| Tuccio Musumeci          | (* 1934)    | Filmschauspieler                                                             |
| Francesco Pennisi        | (1934–2000) | Komponist, Schauspielmusik, Werke für Orchester und Soloinstrumente          |
| Giovanni Pettinato       | (1934–2011) | Altorientalist                                                               |
| Francesco Sgalambro      | (1934–2016) | Bischof von Cefalù                                                           |
| Benedetto Spera          | (* 1934)    | Mafioso auf Sizilien                                                         |
| Letizia Battaglia        | (1935–2022) | Fotojournalistin, aktiv im Kampf gegen die Mafia                             |
| Lando Buzzanca           | (1935–2022) | Filmschauspieler                                                             |
| Antonio Calderone        | (1935–2013) | Mafioso auf Sizilien                                                         |
| Piersanti Mattarella     | (1935–1980) | Politiker, aktiv im Kampf gegen die Mafia                                    |
| Claudio Undari           | (1935–2008) | Filmschauspieler                                                             |
| Pio Vittorio Vigo        | (1935–2021) | Bischof von Acireale                                                         |
| Giuseppe Vita            | (* 1935)    | Manager, ehemaliger Vorstandsvorsitzender der Schering AG                    |
| Salvatore Di Cristina    | (* 1937)    | Erzbischof von Monreale                                                      |
| Sotìr Ferrara            | (1937–2017) | Bischof von Piana degli Albanesi                                             |
| Vittorio Luigi Mondello  | (* 1937)    | Erzbischof von Reggio Calabria-Bova                                          |
| Giuseppe Puglisi         | (1937–1993) | Priester, Anti-Mafia-Aktivist und Mafiaopfer                                 |
| Daniela Rocca            | (1937–1995) | Filmschauspielerin                                                           |
| Paolo Romeo              | (* 1938)    | Erzbischof von Palermo                                                       |
| Nitto Santapaola         | (* 1938)    | Mafioso auf Sizilien                                                         |
| Stefano Bontade          | (1938–1981) | Mafiaboss auf Sizilien                                                       |
| Mariano Agate            | (1939–2013) | Mafioso auf Sizilien                                                         |
| Giovanni Falcone         | (1939–1992) | Jurist, aktiv im Kampf gegen die Mafia                                       |
| Paolo Borsellino         | (1940–1992) | Richter, aktiv im Kampf gegen die Mafia (Bruder von Rita Borsellino)         |
| Paolo Urso               | (* 1940)    | Bischof von Ragusa                                                           |
| Gaspare Mutolo           | (* 1940)    | sizilianischer Mafioso                                                       |
| Giuseppe Insalaco        | (1941–1988) | Politiker, aktiv im Kampf gegen die Mafia                                    |
| Sergio Mattarella        | (* 1941)    | Jurist, Politiker und 12. Staatspräsident Italiens                           |
| Franco Scoglio           | (1941–2005) | Fußballtrainer                                                               |
| Stefano Zappalà          | (1941–2018) | Politiker und Mitglied des Europäischen Parlaments                           |
| Umberto Balsamo          | (* 1942)    | Liedermacher                                                                 |
| Salvatore Lo Piccolo     | (* 1942)    | inhaftierter Anführer der Cosa Nostra                                        |
| Aurelio Malfa            | (1942–2004) | Theater- und Filmschauspieler                                                |
| Vincenzo Manzella        | (* 1942)    | Altbischof von Cefalù                                                        |
| Antonio Martino          | (1942–2022) | Jurist, Professor für Ökonomie, Politiker                                    |
| Ignazio Zambito          | (* 1942)    | Bischof von Patti                                                            |
| Salvatore Adamo          | (* 1943)    | Sänger, Chansons und Schlager                                                |
| Vito Bonsignore          | (* 1943)    | Politiker                                                                    |
| Giuseppe Leanza          | (* 1943)    | römisch-katholischer Priester                                                |
| Francesco Miccichè       | (* 1943)    | Bischof von Trapani                                                          |
| Antonio Sabàto (Sr.)     | (1943–2021) | Filmschauspieler                                                             |
| Salvatore Inzerillo      | (1944–1981) | Mafioso auf Sizilien                                                         |
| Salvo Andò               | (* 1945)    | Rechtswissenschaftler, Politiker, Hochschullehrer der Universität Enna       |
| Franco Battiato          | (* 1945)    | Liedermacher, Maler und Regisseur                                            |
| Rita Borsellino          | (1945–2018) | Politikerin, aktiv im Kampf gegen die Mafia (Schwester von Paolo Borsellino) |
| Pietro Grasso            | (* 1945)    | Jurist und Politiker, aktiv im Kampf gegen die Mafia                         |
| Salvatore Pappalardo     | (* 1945)    | Bischof von Nicosia                                                          |
| Michele Parrinello       | (* 1945)    | Physiker                                                                     |
| Salvatore Paruzzo        | (* 1945)    | Bischof von Ourinhos                                                         |
| Gianni Bella             | (* 1946)    | Sänger und Liedermacher (Bruder von Marcella Bella)                          |
| Giuseppe Furino          | (* 1946)    | ehemaliger Fußballspieler, Mittelfeldspieler                                 |
| Salvatore Gristina       | (* 1946)    | Erzbischof von Catania                                                       |
| Antonino Migliore        | (* 1946)    | Bischof                                                                      |
| Francesco Montenegro     | (* 1946)    | Weihbischof von Messina                                                      |
| Salvatore Muratore       | (* 1946)    | Bischof von Nicosia                                                          |
| Michele Pennisi          | (* 1946)    | Bischof von Piazza Armerina                                                  |
| Antonio Santacroce       | (* 1946)    | Maler, Grafiker und Bildhauer                                                |
| Concetto Franco Diogene  | (1947–2005) | Schauspieler                                                                 |
| Ignazio La Russa         | (* 1947)    | Politiker                                                                    |
| Salvo                    | (1947–2015) | Maler, Fotograf und Konzeptkünstler                                          |
| Domenico Mogavero        | (* 1947)    | Bischof von Mazara del Vallo                                                 |
| Leoluca Orlando          | (* 1947)    | Bürgermeister von Palermo, aktiv im Kampf gegen die Mafia                    |
| Salvatore Sciarrino      | (* 1947)    | Komponist, bekannt für seine Musiktheaterwerke                               |
| Pietro Anastasi          | (1948–2020) | Fußballspieler                                                               |
| Angelo Marcello Anile    | (1948–2007) | Physiker und Mathematiker                                                    |
| Antonino Cassarà         | (1948–1985) | Kommissar, aktiv im Kampf gegen die Mafia                                    |
| Giorgio Demetrio Gallaro | (* 1948)    | Bischof                                                                      |
| Giuseppe Impastato       | (1948–1978) | Politiker, aktiv im Kampf gegen die Mafia                                    |
| Lorenzo Maria Bottari    | (* 1949)    | Maler und Grafiker                                                           |
| Michele Giuttari         | (* 1950)    | Polizist und Schriftsteller                                                  |
| Raffaele Lombardo        | (* 1950)    | Politiker, seit 2008 Präsident Siziliens                                     |
| Renato Schifani          | (* 1950)    | Politiker                                                                    |

### 1951–1975

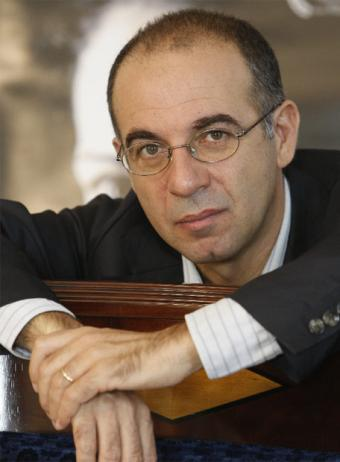
Giuseppe Tornatore (* 1956)

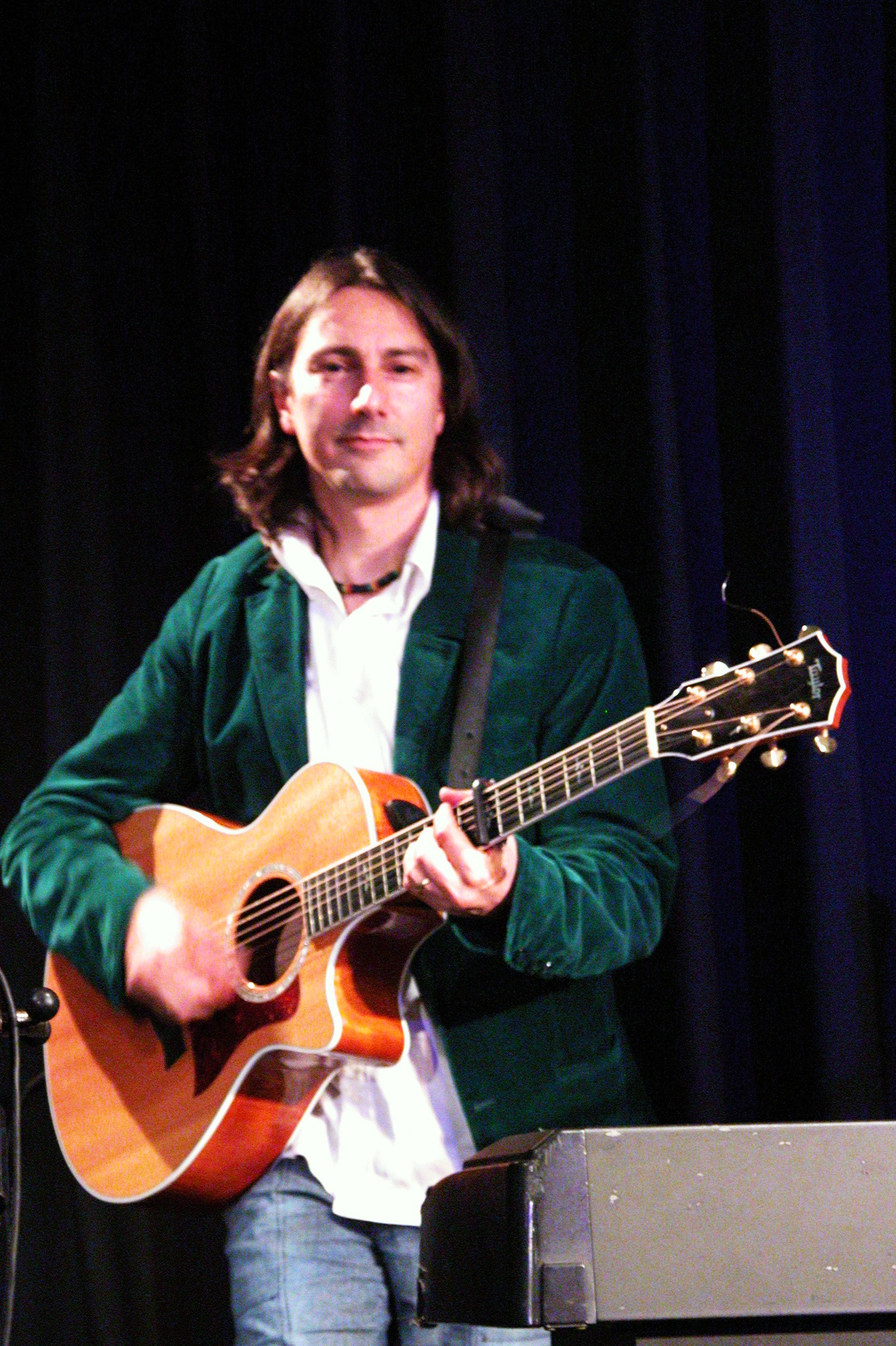
Pippo Pollina (* 1963)

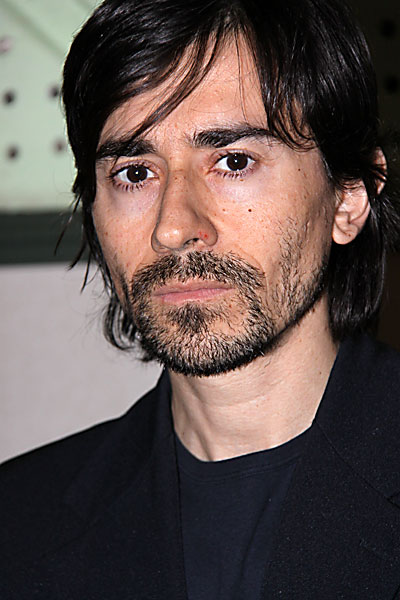
Luigi Lo Cascio (* 1967)

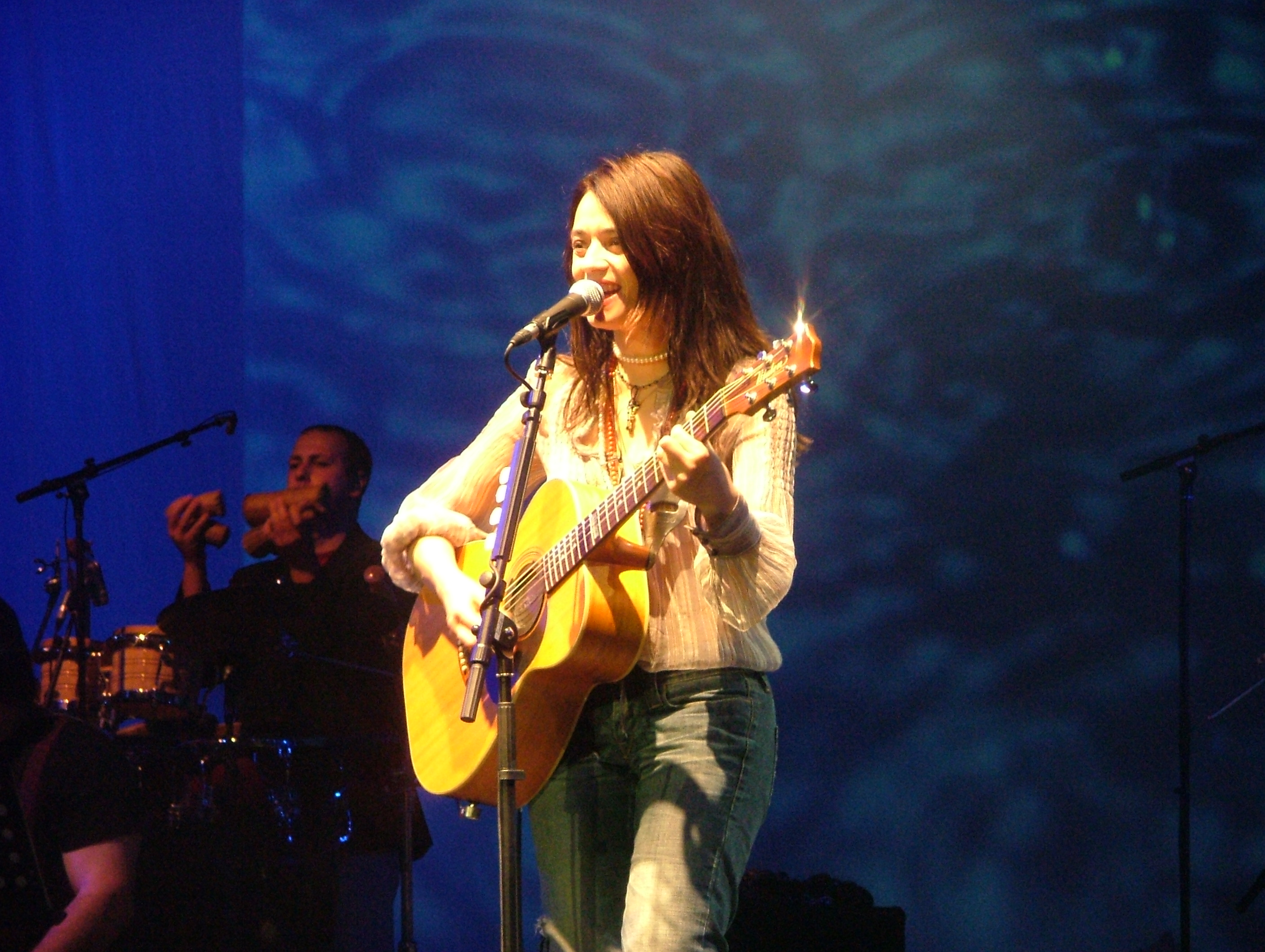
Carmen Consoli (* 1974)

|                           |             |                                                                                   |
| Enzo Bianco               | (* 1951)    | Politiker und Bürgermeister                                                       |
| Rosario Crocetta          | (* 1951)    | Bürgermeister von Gela, aktiv im Kampf gegen die Mafia                            |
| Giuseppe Marciante        | (* 1951)    | Bischof von Cefalù                                                                |
| Cataldo Naro              | (1951–2006) | Erzbischof von Monreale                                                           |
| Marcella Bella            | (* 1952)    | Sängerin (Schwester von Gianni Bella)                                             |
| Calogero La Piana         | (* 1952)    | Erzbischof von Messina-Lipari-Santa Lucia del Mela                                |
| Rosario Livatino          | (1952–1990) | Jurist, aktiv im Kampf gegen die Mafia                                            |
| Roberto Scarpinato        | (* 1952)    | Staatsanwalt, aktiv im Kampf gegen die Mafia                                      |
| Frank Sivero              | (* 1952)    | Filmschauspieler                                                                  |
| Bino                      | (1953–2010) | Sänger und Liedermacher                                                           |
| Mariano Crociata          | (* 1953)    | Bischof von Noto                                                                  |
| Alfio Giuffrida           | (* 1953)    | Bildhauer und Maler                                                               |
| Nunzio La Fauci           | (* 1953)    | Linguist                                                                          |
| Calogero Peri             | (* 1953)    | Bischof von Caltagirone                                                           |
| Vito Rallo                | (* 1953)    | Erzbischof und vatikanischer Diplomat                                             |
| Stelio Mangiameli         | (* 1954)    | Rechtswissenschaftler                                                             |
| Anna Finocchiaro          | (* 1955)    | Politikerin und Senatorin                                                         |
| Rossella Giglio           | (* 1955)    | Archäologin                                                                       |
| Sebastiano Musumeci       | (* 1955)    | Politiker, Mitglied des Europäischen Parlaments                                   |
| Pietro Bartolo            | (* 1956)    | Arzt und Koordinator medizinischer Hilfsmaßnahmen für Flüchtlinge auf Lampedusa   |
| Franco Merli              | (1956–2025) | Filmschauspieler                                                                  |
| Giuseppe Tornatore        | (* 1956)    | Filmregisseur, Oscarpreisträger                                                   |
| Lucia Aliberti            | (* 1957)    | Opernsängerin                                                                     |
| Giovanni Brusca           | (* 1957)    | sizilianischer Mafioso                                                            |
| Francesco Calogero        | (* 1957)    | Filmregisseur und Drehbuchautor                                                   |
| Donatella Maiorca         | (* 1957)    | Filmregisseurin                                                                   |
| Mario Russotto            | (* 1957)    | Bischof von Caltanissetta                                                         |
| Claudio Fava              | (* 1957)    | Politiker und Mafia-Gegner                                                        |
| Aldo Baglio               | (* 1958)    | Komiker, Regisseur und Filmschaffender                                            |
| Domenico Dolce            | (* 1958)    | Modedesigner, Mitgründer der Modefirma Dolce&Gabbana                              |
| Giovanni Lavaggi          | (* 1958)    | Autorennfahrer und Rennwagenkonstrukteur                                          |
| Alfredo Ormando           | (1958–1998) | Theologe und Schriftsteller                                                       |
| Etta Scollo               | (* 1958)    | Sängerin, Jazz und sizilianische Volkslieder                                      |
| Francesco Tornabene       | (* 1958)    | Hörfunkjournalist und Autor                                                       |
| Roberto Alajmo            | (* 1959)    | Journalist und Autor                                                              |
| Roberto Andò              | (* 1959)    | Theater- und Filmregisseur                                                        |
| Rosario Gisana            | (* 1959)    | Bischof                                                                           |
| Antonio Ingroia           | (* 1959)    | Staatsanwalt und Politiker                                                        |
| Giuseppe Lucchese         | (* 1959)    | sizilianischer Mafioso                                                            |
| Ettore Messina            | (* 1959)    | Basketballtrainer                                                                 |
| Antonello Antinoro        | (* 1960)    | Facharzt und Politiker                                                            |
| Rosario Fiorello          | (* 1960)    | Filmschauspieler und Entertainer                                                  |
| Pietro Scalia             | (* 1960)    | Filmeditor, Oscarpreisträger                                                      |
| Sebi Tramontana           | (* 1960)    | Jazz-Posaunist                                                                    |
| Gaetano Trovato           | (* 1960)    | mehrfach ausgezeichneter Koch                                                     |
| Luigi Brogna              | (1961–2008) | Schriftsteller, verfasste deutschsprachige Romane                                 |
| Gianni Gebbia             | (* 1961)    | Jazz-Saxophonist und -Klarinettist                                                |
| Giuseppina Maria Nicolini | (* 1961)    | Bürgermeisterin der Gemeinde Lampedusa e Linosa                                   |
| Salvatore Antibo          | (* 1962)    | Leichtathlet, Langstreckenläufer                                                  |
| Salvatore Bonafede        | (* 1962)    | Jazzpianist                                                                       |
| Ninni Bruschetta          | (* 1962)    | Filmschauspieler, Regisseur und Drehbuchautor                                     |
| Carmelo Cuttitta          | (* 1962)    | Bischof von Ragusa                                                                |
| Matteo Messina Denaro     | (1962–2023) | Mafiaboss auf Sizilien                                                            |
| Anna Kanakis              | (1962–2023) | Filmschauspielerin                                                                |
| Corrado Lorefice          | (* 1962)    | Erzbischof von Palermo                                                            |
| Nicolò Napoli             | (* 1962)    | Fußballspieler und Fußballtrainer                                                 |
| Michelangelo Rampulla     | (* 1962)    | Fußballtorwart                                                                    |
| Giovanni Sollima          | (* 1962)    | Cellist und Komponist                                                             |
| Fabio Stassi              | (* 1962)    | Schriftsteller                                                                    |
| Manuel Zurria             | (* 1962)    | Flötist                                                                           |
| Salvatore Iacolino        | (* 1963)    | Politiker, Mitglied des Europäischen Parlaments                                   |
| Giovanni La Via           | (* 1963)    | Politiker, Mitglied des Europäischen Parlaments                                   |
| Roberto Mistretta         | (* 1963)    | Kinderbuch-, Drehbuch- und Krimiautor                                             |
| Pippo Pollina             | (* 1963)    | Sänger, Liedermacher und Musiker                                                  |
| Enrico Lo Verso           | (* 1964)    | Filmschauspieler                                                                  |
| Salvatore Schillaci       | (1964–2024) | Fußballspieler, Gewinner des Goldenen Schuhs bei der Fußball-WM 1990              |
| Nino Vetri                | (* 1964)    | Musiker und Schriftsteller                                                        |
| Giovanni Mazzarino        | (* 1965)    | Jazzpianist und Bandleader                                                        |
| Vincenzo Ortoleva         | (* 1965)    | Altphilologe                                                                      |
| Vincenzo Amato            | (* 1966)    | Bildhauer und Schauspieler                                                        |
| Alessandro Bazan          | (* 1966)    | Maler                                                                             |
| Stefania Prestigiacomo    | (* 1966)    | Politikerin                                                                       |
| Emma Dante                | (* 1967)    | Autorin und Theaterregisseurin                                                    |
| Luigi Lo Cascio           | (* 1967)    | Theater- und Filmschauspieler                                                     |
| Fabio Romano              | (* 1967)    | Pianist und Hochschuldozent                                                       |
| Gerardina Trovato         | (* 1967)    | Sängerin, Liedermacherin                                                          |
| Roberto Boscaglia         | (* 1968)    | Fußballtrainer                                                                    |
| Lara Cardella             | (* 1969)    | Roman-Schriftstellerin                                                            |
| Maria Grazia Cucinotta    | (* 1969)    | Filmschauspielerin und Model                                                      |
| Giuseppe Fiorello         | (* 1969)    | Filmschauspieler                                                                  |
| Giorgio Occhipinti        | (* 1969)    | Jazzkomponist und Bandleader                                                      |
| Fabrizio Puglisi          | (* 1969)    | Jazzbassist                                                                       |
| Annarita Sidoti           | (* 1969)    | Leichtathletin, Geherin                                                           |
| Giuseppe D’Urso           | (* 1969)    | Leichtathlet, Mittelstreckenläufer                                                |
| Angelino Alfano           | (* 1970)    | Politiker                                                                         |
| Antonino Asta             | (* 1970)    | Fußballspieler und -trainer                                                       |
| Sonia Alfano              | (* 1971)    | Politikerin, aktiv im Kampf gegen die Mafia, Mitglied des Europäischen Parlaments |
| Mario Biondi              | (* 1971)    | Sänger, Soul und Rhythm and Blues                                                 |
| Giusto Catania            | (* 1971)    | Politiker, Doktorat an der Universität Palermo                                    |
| Germana Fabiano           | (* 1971)    | Schriftstellerin                                                                  |
| Vincenzo Modica           | (* 1971)    | Langstreckenläufer                                                                |
| Rosa Barba                | (* 1972)    | Filmemacherin und Medienkünstlerin                                                |
| Pierfrancesco Diliberto   | (* 1972)    | TV-Moderator, Regisseur, Drehbuchautor und Schauspieler                           |
| Giovanni Tedesco          | (* 1972)    | Fußballspieler, Mittelfeldspieler bei US Palermo                                  |
| Vincenzo Ferrera          | (* 1973)    | Theater- und Filmschauspieler                                                     |
| Silvia Balistreri         | (* 1974)    | Sängerin, Songwriterin und Tänzerin                                               |
| Carmen Consoli            | (* 1974)    | Sängerin und Liedermacherin                                                       |
| Christian Riganò          | (* 1974)    | Fußballspieler, Stürmer bei FC Messina                                            |
| Loredana Cannata          | (* 1975)    | Theater- und Filmschauspielerin                                                   |
| Giuseppe Palumbo          | (* 1975)    | Radrennfahrer                                                                     |

### 1976–2000

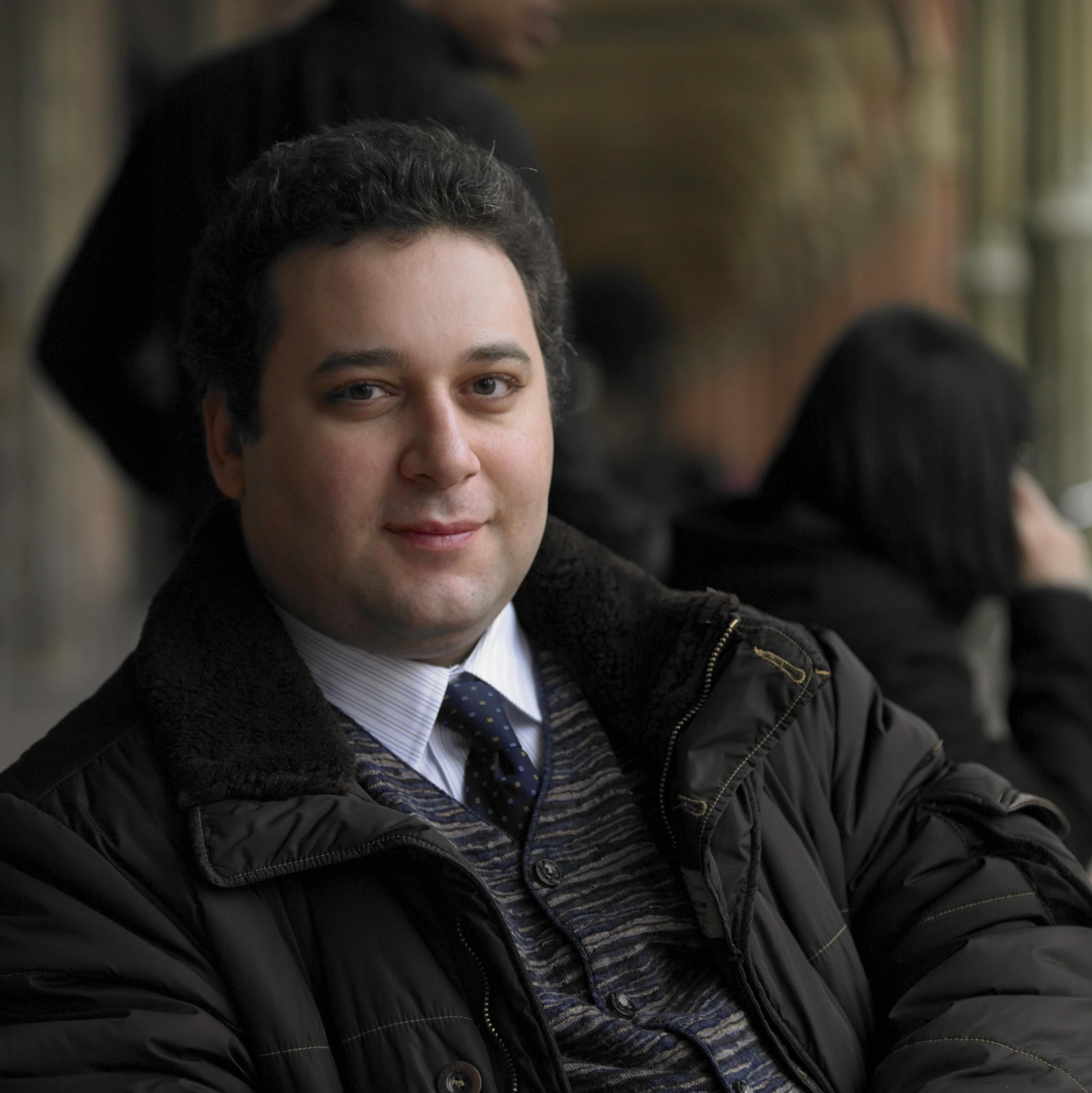
Antonino Fogliani (* 1976)

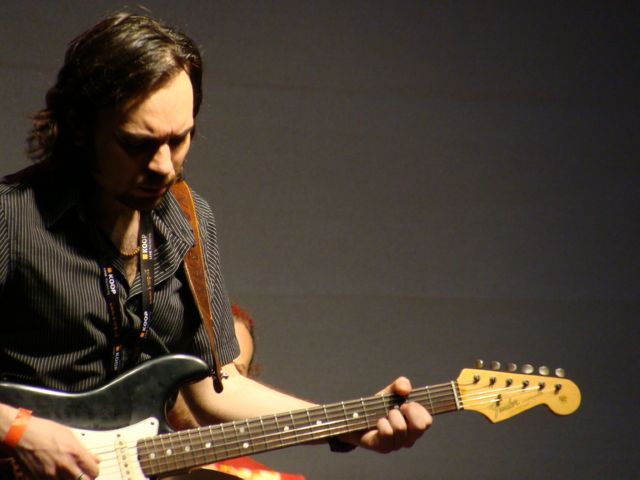
Enzo Sutera (* 1976)

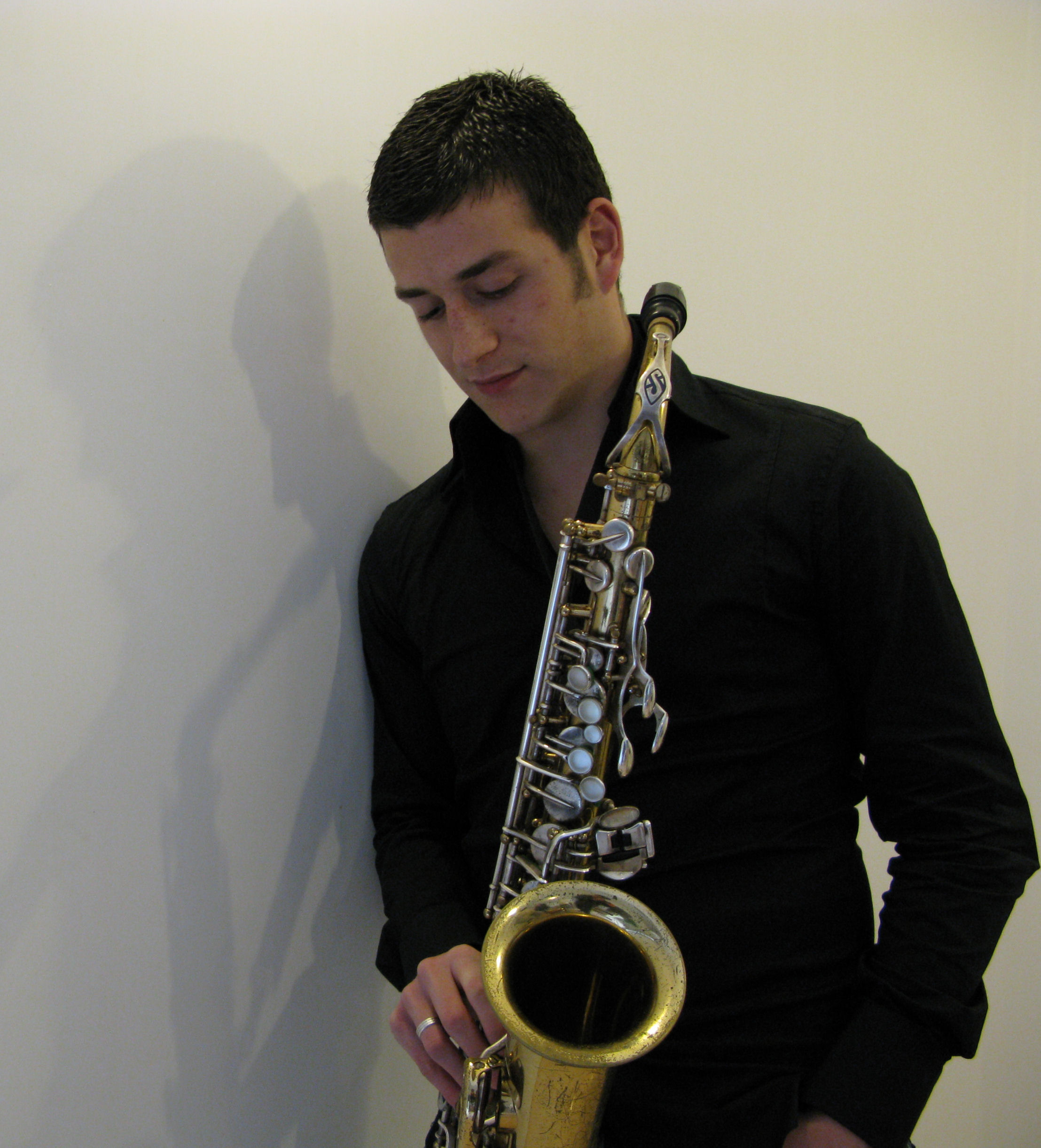
Francesco Cafiso (* 1989)

|                        |          |                                                                         |
| Antonino Fogliani      | (* 1976) | Dirigent                                                                |
| Tiziana Lodato         | (* 1976) | Filmschauspielerin                                                      |
| Luca Parmitano         | (* 1976) | Testpilot und Astronaut                                                 |
| Lorenzo Patanè         | (* 1976) | Theater- und Filmschauspieler                                           |
| Enzo Sutera            | (* 1976) | Gitarrist                                                               |
| Alborosie              | (* 1977) | Reggaemusiker                                                           |
| Francesco Angelico     | (* 1977) | Dirigent                                                                |
| Cristina Cassar Scalia | (* 1977) | Ärztin und Schriftstellerin                                             |
| Francesco Coco         | (* 1977) | Fußballspieler, ehemaliger Spieler der italienischen Nationalmannschaft |
| Alessandro Parisi      | (* 1977) | Fußballspieler, Abwehrspieler bei FC Messina                            |
| Paolo Tiralongo        | (* 1977) | Radrennfahrer                                                           |
| Salvatore Aronica      | (* 1978) | Fußballspieler, Verteidiger u. a. beim US Palermo                       |
| Luca Moncada           | (* 1978) | Leichtgewichts-Ruderer                                                  |
| Silvia Salemi          | (* 1978) | Sängerin und Liedermacherin                                             |
| Giusy Ferreri          | (* 1979) | Popsängerin                                                             |
| Giuseppe Gibilisco     | (* 1979) | Leichtathlet, Stabhochspringer                                          |
| Giuseppe Mascara       | (* 1979) | Fußballspieler bei Catania Calcio                                       |
| Giampaolo Caruso       | (* 1980) | Radrennfahrer                                                           |
| Nicole Grimaudo        | (* 1980) | Filmschauspielerin                                                      |
| Armando Perna          | (* 1981) | Fußballspieler, Innenverteidiger                                        |
| Emanuele Calaiò        | (* 1982) | Fußballspieler bei SSC Neapel                                           |
| Gaetano D’Agostino     | (* 1982) | Fußballspieler, Spieler der italienischen Nationalmannschaft            |
| Leandro Rinaudo        | (* 1983) | Fußballspieler, Abwehrspieler                                           |
| Vincenzo Nibali        | (* 1984) | Radrennfahrer                                                           |
| Giuseppe Sulfaro       | (* 1984) | Filmschauspieler                                                        |
| Melissa Panarello      | (* 1985) | Schriftstellerin, verfasst Romane                                       |
| Damiano Caruso         | (* 1987) | Radrennfahrer                                                           |
| Francesco Cafiso       | (* 1989) | Jazzmusiker, spielt Saxophon                                            |
| Salvatore Puccio       | (* 1989) | Radrennfahrer                                                           |
| Mario Balotelli        | (* 1990) | Fußballspieler, Spieler der italienischen Nationalmannschaft            |